# 香港航空
香港航空有限公司（簡稱港航，HKA），是香港一間提供民航服務的航空公司，為海航航空集團成員，以香港國際機場作為樞紐，提供往來香港與亞太地區主要城市、大洋洲和北美洲的航空客運服務。旗下子公司香港貨運航空則提供亞太及越洋貨運服務。
除主要城市的一般航班服務外，港航也獨家營運多條旅遊航線包括黃金海岸、帛琉、塞班島及馬爾代夫等
。
香港航空為香港第四家航空公司，若排除已結束營運的舊香港航空及國泰港龍航空，香港航空則為香港第二家航空公司。
香港航空於2014年贏得世界航空業權威機構Skytrax的「最傑出進步航空公司」大獎，2015年獲得WTA世界旅遊大獎的「亞洲最佳機艙服務」獎項，亦是香港唯一一間獲得國際航空運輸協會高效旅遊金獎（Fast Travel Gold Certificate）的航空公司，同時亦被Skytrax評為「四星級航空公司」之一。

## 歷史

### 2001-2003年：萌芽
2001年3月28日，中富航空正式成立，由中富控股持有，初期定位為直升機服務公司，計劃於珠江三角洲地區提供不定期客運服務。
2002年初，中富航空獲發由民航處發出的航空營運許可證，成為香港第三間商用直升機公司，採用西科斯基S76C+型提供不定期客運服務，更提供醫療拯救、觀光和遊覽服務，以及離岸工程人員運載支援。
2003年中，中富航空獲發由民航處發出的新航空營運許可證，容許營運首架龐巴迪CRJ-200型支線飛機，成為香港第三間採用定翼機提供商業客運服務的航空公司，亦是唯一一間同時提供民航客機及直升機的航空公司。

### 2004-2005年：轉型併購發展

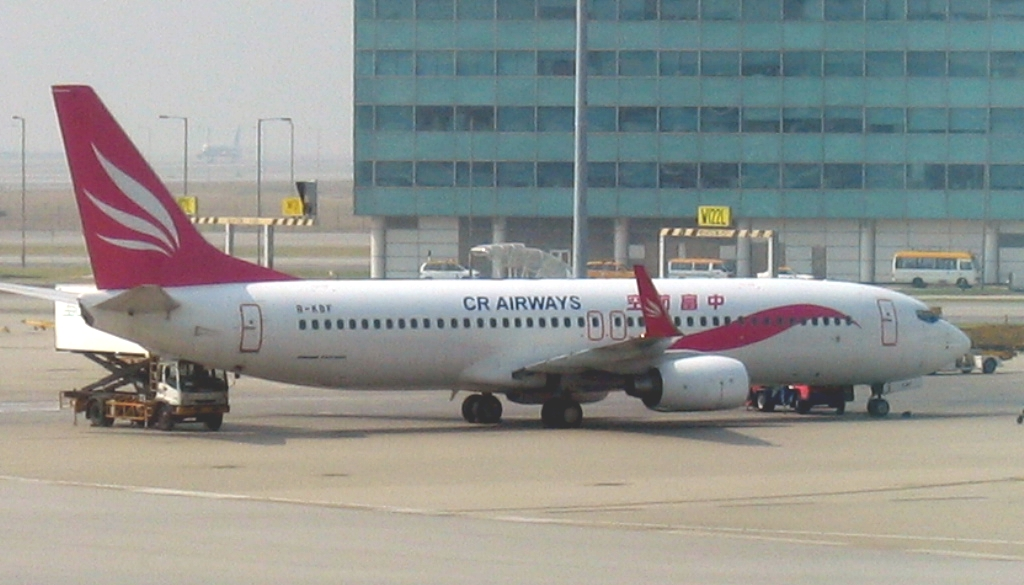
香港航空前身的中富航空波音737-800（2006年）

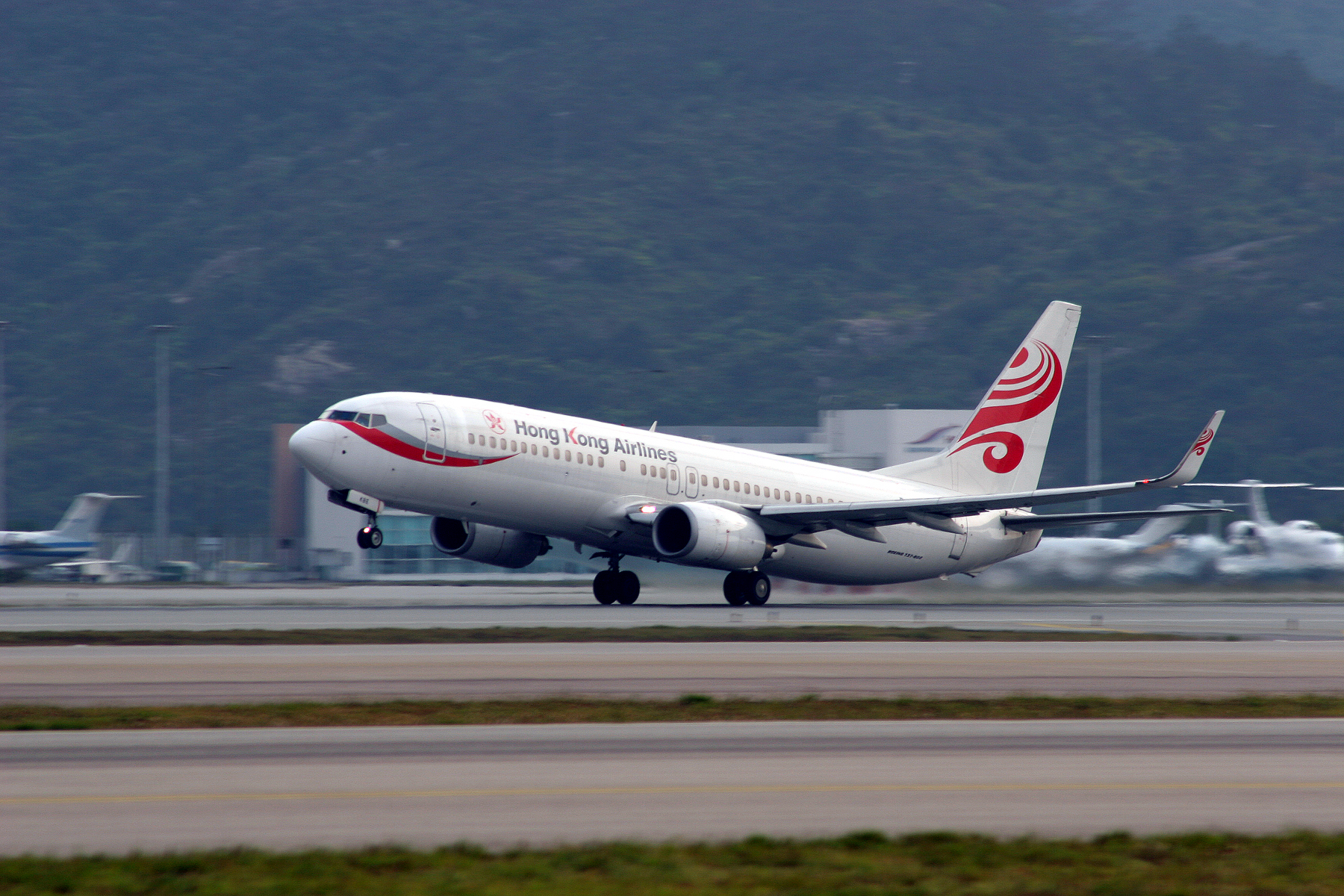
塗上香港航空第一代企業塗裝的波音737-800(B-KBE)，這款客機現已全數退役

2004年，泰國東方航空表示有意向中富航空入股；同年10月，泰國東方航空已終止入股中富航空的磋商，原因是雙方未能與達成共識。
2005年中，中富航空引入1架龐巴迪CRJ-700型飛機，並開辦多班往來中國內地的定期客運航班服務。。年底，中富航空與波音公司就購買窄體客機和寬體客機進行磋商。中富航空表示計劃購買波音737-800和波音787-8夢幻客機簽署諒解備忘錄，以配合公司飛往中國內地城市，應付航空旅遊的急速需求。波音及中富航空雙方都未透露購買飛機的數量，但據香港媒體透露，中富航空將從波音購買40架飛機，其中30架為波音737-800，10架為波音787夢幻客機（Dreamliner）。
2006年初，海航集團旗下新華航空收購中富航空45%的股份；9月，新華航空董事蒙建強向中富控股主席葉長青收購中富航空餘下的55%股權，成為中富航空的大股東；海航集團成為中富航空實際上的母公司。

### 2006年：嶄新形象
2006年11月28日，中富航空正式易名為香港航空，換上新標誌、新空服員制服，並且接收數架波音737-800。

香港航空營運初期以利用新引入的波音737-800服務中國大陸和東南亞地區，拓展連接香港與區內二線城市的航空運輸業務，彌補香港航空市場的空缺，並與現有的航線互為補充，良性競爭。

### 2010-2012年：迅速發展

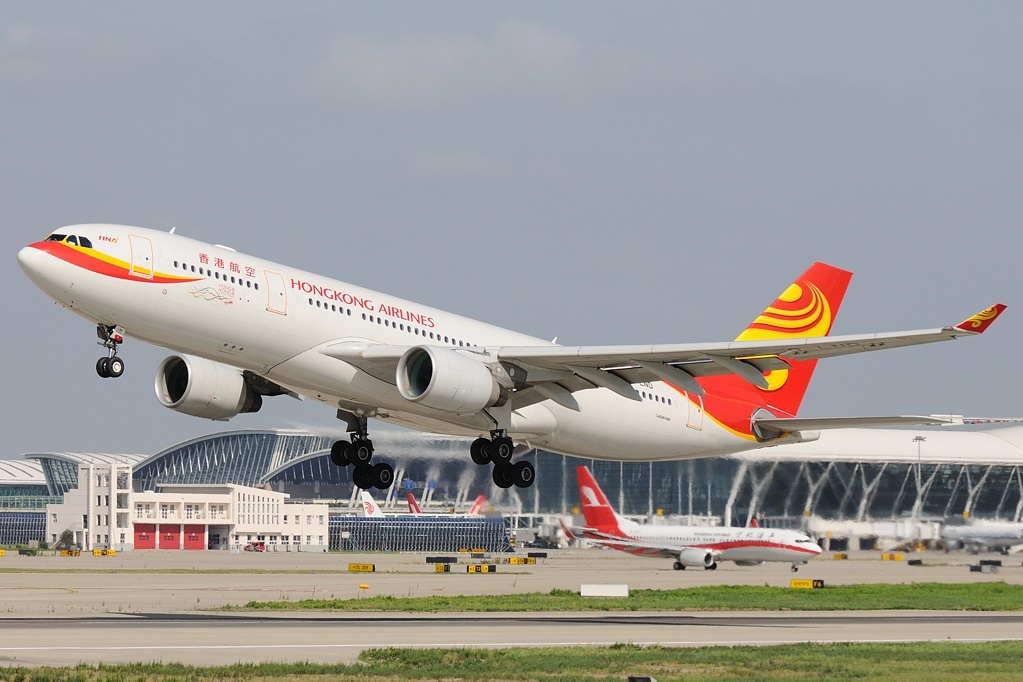
Hong_Kong_Airlines_A330-223_(B-LND)_taking_off_from_Shanghai_Pudong_International_Airport

2010年6月，港航首架空中巴士A330-200正式交付，隨即開辦莫斯科的長途航線，成為香港第三間開辦長途航線的航空公司。除了莫斯科外，A330客機會執飛北京、曼谷等具高載客量的一線航線。
2010年9月，港航引入首架空中巴士A330-200F貨機，其貨運業務亦由原以機腹載運，進一步拓展至純貨運航班，成為全球第二家及亞洲第一家營運A330-200F貨機的航空公司。
2011年12月，海南航空（香港）公司的全資子公司Hainan Airlines Investment Holding Co. Limited以總價8.42億人民幣（10億港元）注資香港航空，注資後持有香港航空19.02％股權。
2012年3月，港航開辦往來香港與倫敦的直飛長途航班，以三架全商務艙佈置的空中巴士A330-200營運。

### 2013-2015年：重新定位，穩步向前
2012年中，香港航空表示已完成全面的策略評估，決定未來將善用其區域業務的優勢，專注發展於亞太地區。港航亦將重組機隊，把重點加強在中國內地、東南亞、日本和韓國的網絡。當新的空中巴士A330-300交付後，港航將逐步淘汰波音737客機，以實現全空中巴士機隊的目標，提高服務及維修方面的成本效益。
2012年12月，香港航空引入全新空中巴士A330-300客機，配備全新長途商務客艙，執飛更多優質客源需求大的航線，並配合原先的空中巴士A330-200客機，雙向提供全面的航空服務。
2013年10月，香港航空重新整合所有航線，將部分休閒航線交予香港快運營運，雙方轉趨獨立運作並出現直接競爭的航線。
2014年6月，香港航空位於香港國際機場的全新香港航空旗艦貴賓室「紫荊堂」正式開幕，進一步提升地面服務及優質客源。
2014年7月，香港航空獲SKYTRAX頒發年度「全球最傑出進步航空公司（The World’s Best Improved Airline）」大獎，以及連續第三年被SKYTRAX評為四星航空公司評級。
2015年2月，香港航空與香港國際機場管理局就分租土地興建飛行培訓中心簽訂協議，而香港航空將於香港國際機場東南端一塊面積約0.6公頃的土地上興建飛行培訓中心。
2015年4月，香港航空表示有意開辦更多新航線，當中包括澳洲航線，預計初期會以包機形式經營。
2015年12月，香港航空前往沖繩的HX658航班成為首班從香港國際機場中場客運廊出發的離港航班。

### 2016年－2019年：再次邁向國際

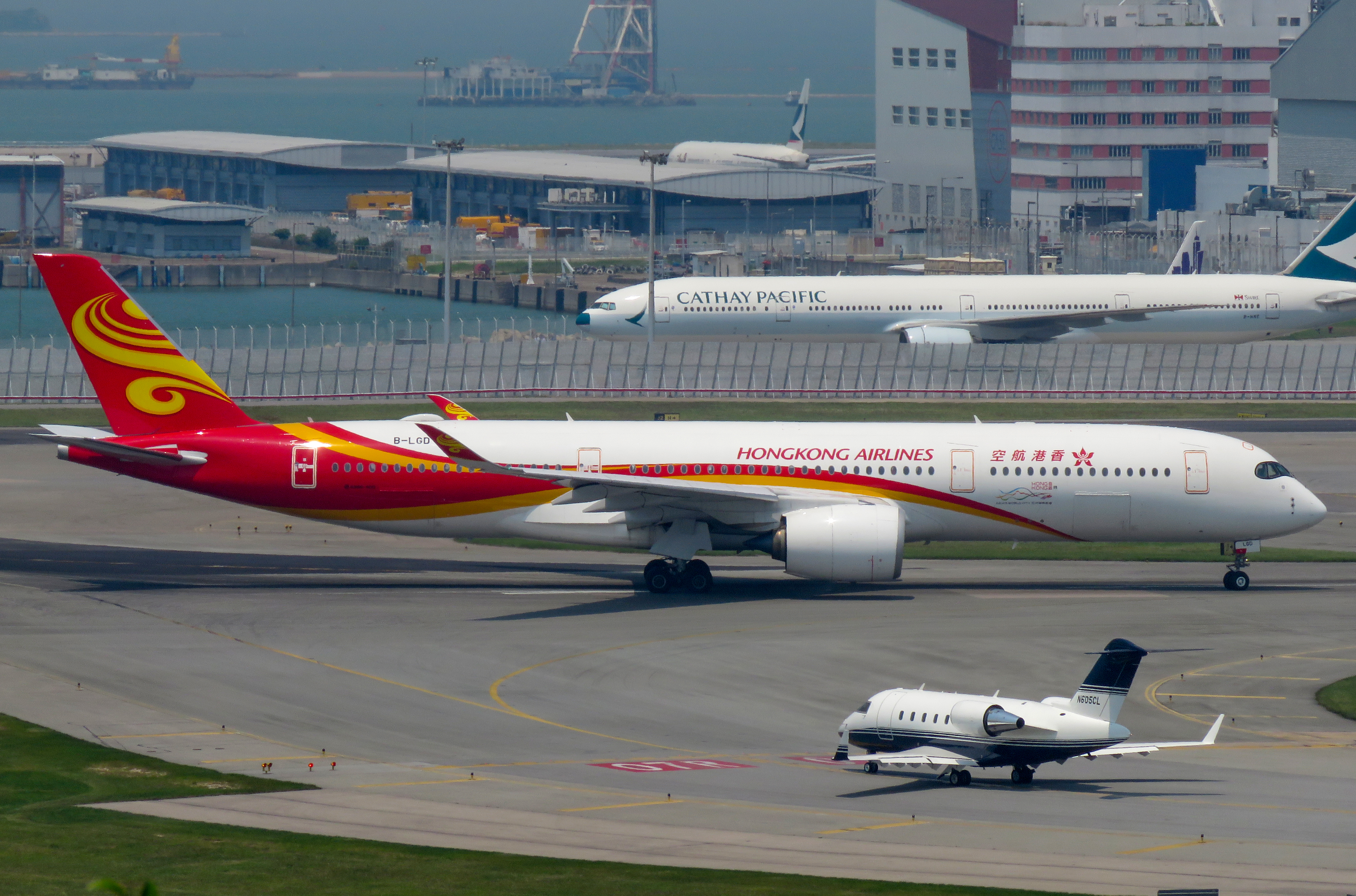
香港航空A350-900客機，已全數退役

2017年3月，香港航空以3.75億港元向嘉里物流購入亞洲空運中心15%股權和同時以5億港元向其他獨立第三方收購亞洲空運中心20％股權，相當於亞洲空運中心已發行股本35%股權。
2017年4月，香港航空分拆貨運業務，成立獨立子公司香港貨運航空（簡稱香港貨航），並取得香港民航處簽發的營運人許可證、及空運牌照局簽發的空運牌照。
2017年6月，香港航空獲Skytrax評為全球最佳區域航空公司排名第2位、全球最佳航空公司排名第24位，於同一排行榜上首次超越其競爭對手國泰港龍航空。
2017年7月，海航集團（香港）向獨立第三方Frontier Investment Partner L.P.基金轉讓持有的香港航空控股34.16%股權、HKA Group Holdings Company Limited 23.75%股權。海航集團自此不再通過海航集團（香港）間接持有香港航空的股權。
2017年9月，香港航空接收首架空中巴士A350-900客機，並啟用中場客運廊的全新貴賓候機室「遨堂」。同月10日，空中巴士A350-900客機正式投入商業營運往來香港至曼谷之航班。
2017年至2018年中，香港航空分別開辦3條北美州航線往來香港直航至溫哥華、洛杉磯、三藩市航線，以空中巴士A330-200及空中巴士A350-900客機服務。
2018年4月19日，香港航空為全新的飛行培訓中心大樓舉行平頂儀式。大樓配備佔地5,858平方米的飛行培訓中心，中心設有多個世界一流培訓設施，包括模擬駕駛艙、模擬客艙、附有室內游泳池的培訓設施等供飛行員及空中服務員培訓之用。大樓啟用後將成為香港航空擁有的專屬培訓大樓，並致力培育航空專才。

### 2019-2022年：公司業務受到挑戰
為了提升香港航空的競爭力，港航自2010年代初一直投資大量資金開辦航線、擴張機隊及招聘人手。盡使這些的投資對於提升公司的競爭力有莫大貢獻，但卻為其後之財政狀況埋下惡化的伏線。在2018年12月20日，《星島日報》報道香港航空一筆於2019年1月到期的債券之收益率升穿90厘，令市場開始擔心香港航空會因為財政狀況不足以支持營運而倒閉。              幸好在2019年1月7日，中國財政部轄下的國家開發銀行宣布願意協助港航渡過難關，並提供5.5億美元（約43億港元）覆蓋債務 。同月31日，澳門國際銀行指港航於2017年借下循環貸款2,000萬美元（折合約1.57億港元），但僅歸還其中的196萬港元，於是向法庭入稟要求索償。2月25日，租機公司向香港航空追討1.46億元支付租用六架客機的費用。
2019年2月，香港航空飛行培訓中心已成功通過《建築物條例》所訂的規定，並獲屋宇署簽發俗稱「入伙紙」（OP）的佔用許可證。隨著大樓獲發佔用許可證及地基和外牆工程竣工，香港航空緊接著展開大樓內部設施施工，計劃於2019年第三季度啟用大樓。大樓樓高11層，佔地5,858平方米，竣工後將包括24個培訓教室﹑多達12台模擬駕駛艙，以及適用於不同飛機型號的機艙逃生安全訓練設施。此外，中心還設有一個25米長的室內游泳池供訓練用途。
2019年4月16日，香港航空召開特別股東大會聲明，指重振後的團隊將制定計劃，以確保香港航空今後的財務穩健性。港航亦已聘請獨立核數師及法律顧問，對港航的財務狀況進行第三方調查及評估，團隊同時將尋求解決包括相關方交易在內的部分遺留問題，探討其他相關方的可能性，包括為公司引入新投資等。4月17日，香港航空向每位員工發出電郵，指2018年8月辭任的港航主席鍾國頌將重返港航，並即時重新執掌董事局。鍾會與現有的管理層合作，目的是共同捍衛公司的財務穩健性，致力解決當時狀況。
2019年5月14日，香港航空獲法庭批准早前遭租機公司追的1.46億元債，延期21天存入晢章及證供。6月22日，海南航空向法庭入稟要求歸還有關於2013年6月發行的本票的欠款。7月11日，法庭已於本日撤銷有關股東爭議的案例，同時解除對港航董事的禁制令。
2019年9月24日，香港航空向員工發內部電郵，指由於旅遊需求相當疲弱，公司已作出一系列減省成本的措施但仍難以抵銷巨大的營運開支。就此高級管理層由當月起減薪兩成，為期四個月。港航同時呼籲香港及內地的地勤員工自願參與無薪假計劃，並建議助理經理或以下職級員工每月申請放無薪假，又歡迎員工可申報多於公司建議的日數。計劃暫定由十月開始，為期三個月。
2019年9月25日，香港航空總部大樓正式開幕，並正式公布大樓命名為香港航空訓練大樓（HKA Training Academy），為香港航空首個位於赤鱲角機場島的訓練設施，不單標誌著香港航空發展歷史上的重要里程，此乃香港航空植根香港十三年後的總部投資。大樓內設有香港航空的模擬客艙，以及經香港民航處和中國民航局雙重認證的CAE 7000XR系列全動式A330及A350模擬駕駛艙，能夠模擬飛機本身和機場的環境，並安裝了最新模擬視覺效果技術及全球包括香港、成田、洛杉磯、溫哥華和北京等機場的數據庫。自大樓啟用起，港航已陸續將其飛行員駕駛訓練以及空中服務員的安全與服務培訓遷入本大樓。
2019年11月4日，香港航空宣布於2020年2月起停飛來往洛杉磯的長途客運航班，同時亦削減營運規模約6%。包括進一步調整來往温哥華、大阪-關西、東京-成田、沖繩-那霸、札幌、首爾-仁川、海口、杭州、南京及曼谷的航班班次。
2019年11月29日，香港航空指香港的社會情況持續不穩，營商環境充滿挑戰，將於2020年2月停辦來往天津、胡志明市及溫哥華的航線。至2020年2月香港來往温哥華航線停辦后，香港航空已无长途航线，全部均为中短途區域航线。
2019年11月30日，香港航空表示，所有除空勤人员外的其他香港本地员工的工资将推迟至12月6日发放。同日下午，香港航空宣布將於2019年12月1日起暫停機上娛樂系統服務。
2019年12月2日，香港空運牌照局表示，由於港航的財政問題迅速惡化至嚴重影響其履行作為僱主支付薪酬的責任，以及港航能夠持續及定期提供牌照下的航空服務的可能性，情況令人極度憂慮。牌照局經仔細討論後，決定根據《空運（航空服務牌照）規例》（第448章附屬法例A）第15E（2）（b）條將牌照局過去一段時間以來要求港航達到的財政水平附加為該公司牌照的條件之一。根據香港空運牌照局附加的兩項新條件，港航必須於限期或之前確保能夠注入牌照局訂定的資金或提供令牌照局滿意的其他方案。若港航未能於限期或之前根據牌照局的要求改善財政狀況，牌照局將會採取進一步行動，包括但不限於撤銷或暫時撤銷牌照。12月31日，愛爾蘭飛機租賃公司Awas Leasing One LLC入稟香港高等法院要求法庭下令強制香港航空遵守停飛要求，並支付相關飛機租金及費用。及後，牌照局根據港航遞交的文件有條件接納補救方案。

#### 2019冠状病毒病疫情
2020年1月29日，因應港府就新型冠狀病毒肺炎推行的緊急級別應變措施，港航開始實施整固航線網絡之特別安排：包括取消至2月11日逾百班往來中國內地的航班。往來內地的航點包括杭州、海口、三亞、南京、上海、北京、天津。
2020年2月7日，時任港航主席侯偉於當天向全體員工發信，指在港航已在過去12個月內實行緊縮開支及調整北美及亞洲航線。因應疫情由2月11日起至3月每日航班將由共82班縮減至30班，並預計疲弱旅遊需求將會延續至夏季。他再指出香港航空將會裁員400人，港航亦會因應自然流失及飛行員轉職其他航空公司以縮減更多員工；非緊急部門將會予以外判，但他特別提及機艙服務員及主要地勤人員將維持足夠應付日常運作及高峰期時的航運需求。

2020年2月19日，為減低乘客和機組人員接觸2019冠狀病毒病的風險以及加強預防措施，港航作出服務調整，包括暫停供應餐食服務及停止提供個人備品、雜誌及報紙。飲料供應方面，商務艙乘客會獲發支裝水，經濟艙乘客則獲發盒裝水，港航位於香港國際機場中場客運廊的遨堂貴賓室亦會暫時關閉，並保留一號客運大樓的「紫荊堂」貴賓室如常服務。而隨2019冠状病毒病疫情擴大，香港航空於2020年3月8日起暫時停止所有航班上的餐飲服務，以限制機艙活動，減低乘客及機組人員感染風險。
2020年2月20日，有消息人士透露，有機艙服務員陸續收到解僱通知，涉及150至180人。被裁的空中服務員中，高級乘務長佔20人、乘務長佔60人、初級機艙服務員佔90人。
2020年4月12日起，香港航空繼續整固航線網絡，包括維持6條核心航線的客運航班，合共提供每週60班航班服務：航點包括加密馬尼拉、東京成田、曼谷、北京、上海浦東與海口，採用A330寬體客機與A320客機營運。
2020年12月11日，香港航空透過電子郵件向全體員工宣布即日解雇250名機組人員。一個月後，香港航空母公司海航集團宣佈實施實行破产重整。
2021年6月8日，香港航空宣布將會停飛旗下全數12架空中巴士A320客機一年，並削減來往香港及上海的航線至每週一班。此外，香港航空亦宣布會進行內部重組，預計會裁減逾一千個職位，佔航空公司所有僱員約一半，詳情會在數天內向員工公布。
2021年6月15日，香港航空旗下負責機場地勤服務的香港航空地面服務有限公司（HAGSL）於同年7月1日終止營運，同時正委任新的地勤服務供應商，以處理其仍然運作的客運航班服務。目前相關地面服務均已悉數轉由同系的新翔（香港）負責運作及管理。

### 2022年至今：逃出清盤危機，業務逐步復甦，恢復洲際國際航線
2021年9月12日，辽宁方大集团成為包括香港航空在內的海航航空集團接盤方。2022年3月4日，香港航空被一間位於愛爾蘭首都都柏林的飛機租賃公司：Stellar Aircraft Holding 1 Limited以債權人身分，入稟香港高等法院提出呈請，要求法庭頒令香港航空有限公司清盤。
根據香港司法機構網頁顯示，高院安排此案在2022年5月11日上午進行審理，應訊人包括香港航空及接管人。而由於有關清盤呈請的入稟狀並非公開資料，清盤名單上，並沒有顯示香港航空具體欠負債務詳情及其與呈請方的財務關係等資料。
2022年1月9日，英國法院通過香港航空提交其總值62億美元（約490億港元）的債務重組方案，其後相同的債務重組方案也在1月20日獲得香港高等法院頒下命令通過方案。法官指，涉案本港的債務重組方案切實可行，而且亦在債權人會議中獲通過。判辭亦透露，港航除了提出本港和英國的債務重組方案，亦發行新股方式，獲新投資者「Hong Kong Air Limited」注資港幣30億元。而本港的債務重組方案，主要處理無扺押的債務。
隨着全球旅遊業的復甦對機位需求迅速大增，香港航空於2022年1月12日宣布，由1月起航班營運數量將增加到每日30個航段，達到疫情前30%水平，並恢復飛行以下15個航點，每星期往來中國航班增加一倍至35班，將其業務重心專注於日本航點，並為東南亞航線經香港與其內地航線提供接駁，相輔相成：
- 東北亞：東京、大阪、沖繩、札幌、首爾、台北
- 東南亞：曼谷、馬尼拉、河內
- 中國內地：北京、上海、杭州、南京、成都、海口

。
預料同年年底，整體運力可恢復至疫前75%，目標於2024年恢復至疫情前的營運水平。
同時，全體員工由1月1日起加薪：機組人員加薪8%，飛行時薪另加10%；後勤員工加薪5%及獲5%季度酌情花紅，此花紅與公司業績及個人表現掛鈎，有關詳情將個別通知員工。
為了進一步支持2023年的營運計劃，公司已陸續召回之前放休薪假的員工重返工作崗位，同時恢復招聘，目標於2023 年底於本地及海外共聘用1,000名新員工，包括120名機師、500名機艙服務員和380名後勤人員。屆時員工人數將可恢復到疫前6至7成水平。
2023年11月，在香港旅遊業和出遊需求強勁復甦下，香港航空航班班次較去年同期錄得超過8倍增長、乘客數量按年增逾38倍，整體表現理想樂觀。在機隊擴充方面，時任港航主席張有強表示已引進了多架空中巴士A330-300寬體客機，計劃在2024年底之前將現有機隊擴充3成，2024年增加一倍載客量。
2024年4月30日起，香港航空恢復機上娛樂系統的服務，但形式改為起飛後乘客以流動裝置連接機內的無線網絡，再瀏覽港航提供的影片、電影、音樂等，形式與母公司海南航空相似。
2024年7月8日起，香港航空逐步恢復所有航線之熱食正餐及甜品服務，首批航線包括北京首都、上海虹橋、東京成田、大阪關西、札幌新千歲、登巴薩、馬累。
港航立志重新經營越洋航線，由票價可見，港航此仗乃要以實惠取勝，官網售賣的套票票價亦已包括寄艙行李。首批恢復的越洋航線澳洲黃金海岸和加拿大溫哥華兩個航點已經於2025年1月17日和18日復飛；機型暫定為海南航空、天津航空及祥鵬航空引入的A330-300，使港航成為大中華地區目前唯一一家以空中巴士A330客機執飛加拿大航線的航空公司；同時首兩日航線需繞經俄羅斯、阿拉斯加等地，此舉亦打破空中巴士A330-300直航最長航線紀錄。2025年3月，港航再宣布將於6月30日開辦悉尼直航航線，票價亦已包括兩件寄艙行李限額。7月，港航宣布將於12月12日開辦墨爾本直航航線，澳洲航點擴張至兩個。
2025年4月30日，港航作出重大宣布，內容包括：
- 港航所有票價之機票均包括寄艙行李限額，即取消無寄艙行李限額的機票；
- 與米芝蓮餐廳「明閣」合作推出全新商務艙的餐飲菜單；
- 「遨堂」貴賓室重新供應即製食品及雞尾酒；
- 網上預辦登機時將開放更多非額外留座供乘客選擇

2025年7月2日起，因應日本即將發生的「南海海槽特大地震」之影響，港航取消並停止接受預訂來回鹿兒島的航班。

## 主要股東
2006年，海航集團收購中富航空並改名為香港航空。截至2022年重組之前，香港航空為HKA Group Company Limited的全資附屬公司，而实际控制人是海南省国资委。自2019年起不斷有債權人分別入稟英國的法院和香港高等法院呈請將香港航空清盤，港航最終提出引入新投資者以重組公司並召開債權人會議尋求支持債務重組方案。2022年12月英、港兩地法庭先後頒令批准港航的債務重組方案，港航將向新投資者Hong Kong Air Limited配股以籌集30億元用作處理其大部份無抵押債務，據報該新投資者由海航航空控制股權並與合資夥伴聯營。
截至2023年12月31日，Hong Kong Air Limited持有香港航空有限公司99%的股權，而剩餘的1%由HKA Group Company Limited持有。Hong Kong Air Limited的控股股東於2022年10月10日由天津航空（香港）有限公司轉爲Air Carrier Hong Kong Limited，持股比例爲65%，而餘下35%的股份由Taian Capital Management Limited持有。重組后的香港航空實際控制人仍為掌控遼寧方大集團的方威；而基於受控制公司權益，香港航空亦為海航航空集團成員。
截至2019年4月25日，持有HKA Group Company Limited的主要股東股份比例如下：
- 香港航空控股有限公司 31.14%
  - 香港航空咨詢服務有限公司 46.04%
    - 鍾國頌 100%

  - 宏城創富有限公司 34.16%
  - Fortune Ride (BVI) Ltd. 10.7%
  - Hong Kong Airlines Group Ltd. 9.1%
    - 蒙建強 100%
- 海航集團有限公司 27.02%
- Frontier Investment Partner L.P. 23.75%
- 香港航空咨詢服務有限公司 12.69%
  - 鍾國頌 100%
- 何鴻燊及其他股東 5.4%

## 企業業務與形象

### 總部及辦公大樓

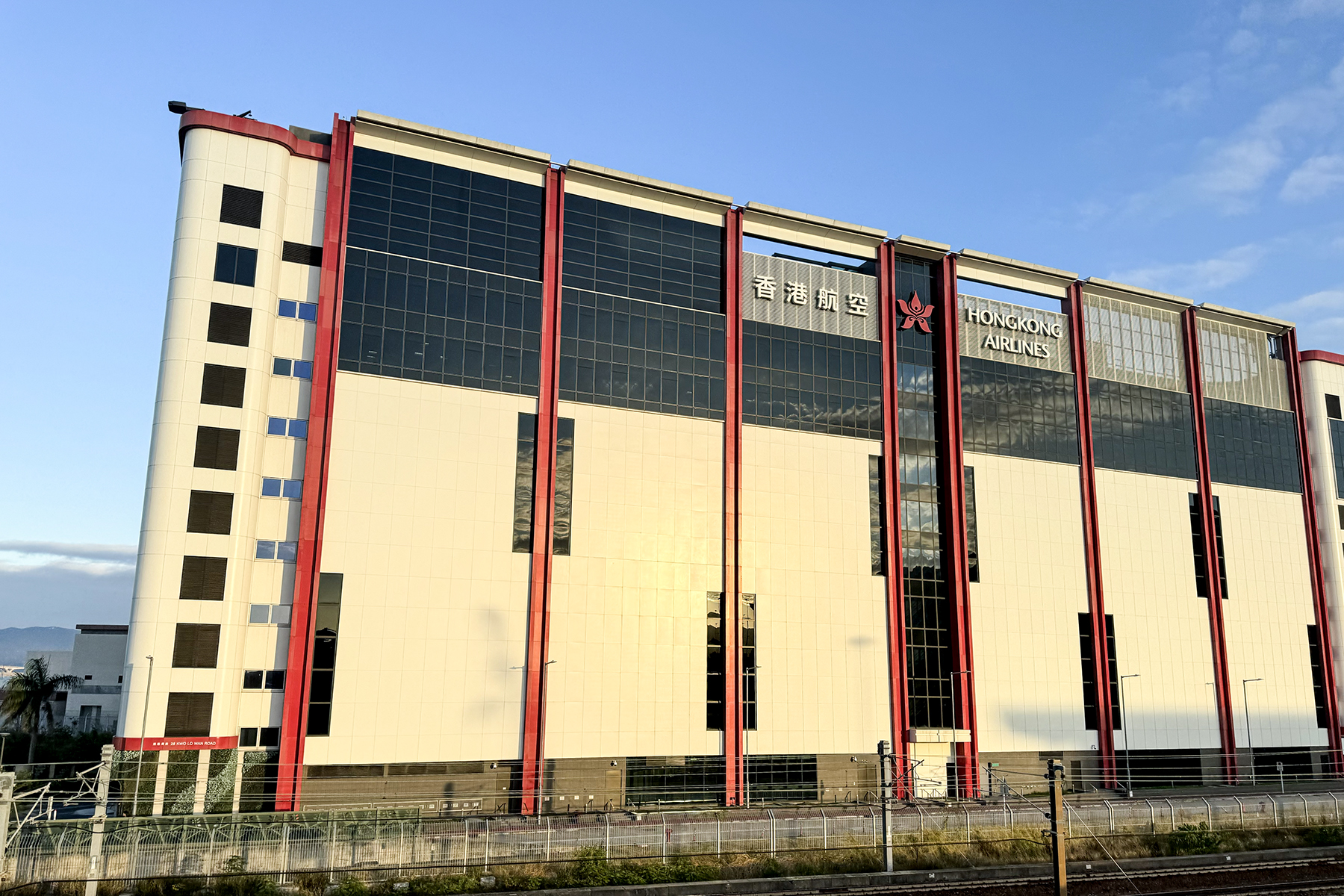
香港航空現時總辦事處所在的香港航空訓練大樓

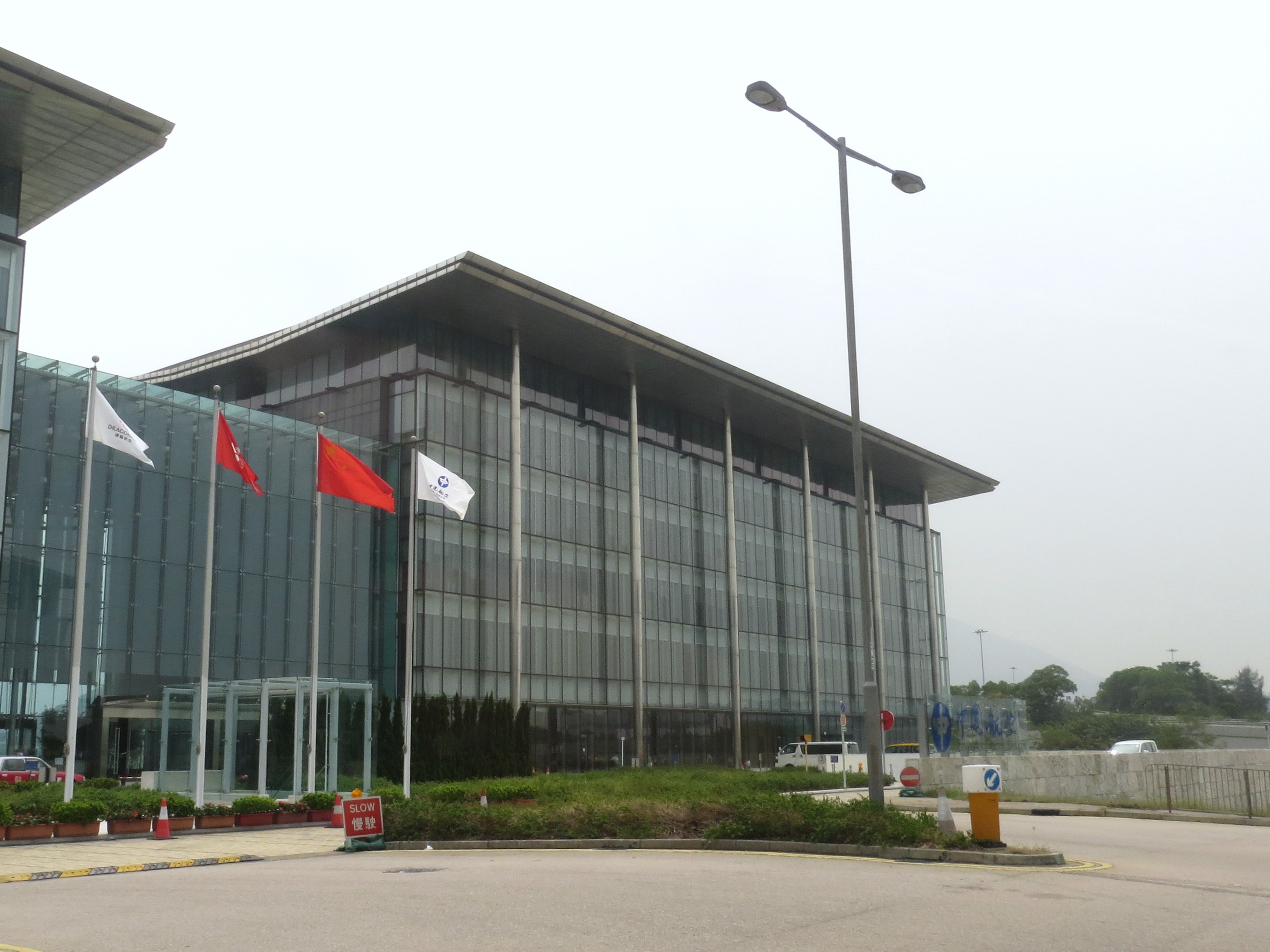
香港航空前總辦事處所在的中航大廈

香港航空總部位於赤鱲角的香港航空訓練大樓，由領建建築師事務所設計，協興建築興建，於2019年9月正式啟用。大樓投資總額達18億港元，佔地5,858平方米，樓高11層，設有先進的培訓設施，包括24個訓練教室，並引入12個包括空中巴士A350XWB及空中巴士A330的模擬駕駛艙，予旗下飛機師接受訓練時使用，另配備8米高的多功能訓練大堂、25米長的游泳池、員工餐廳及兩層地庫停車場等。其前線空勤及地勤服務部門，例如飛行報到中心則設於香港國際機場之禁區範圍。
此前，香港航空的總部位於東薈城第一座，亦曾於中航大廈、東亞銀行港灣中心及東亞銀行中心設有辦事處，及後已通過增加租用東薈城第一座樓面將原屬中航大廈辦事處的部門遷入，現已一併遷至香港航空訓練大樓。

### 主題標誌
香港航空採用企業標誌的棗紅色和紫色作為主導顏色，並以灰色搭配，融合於其制服、客艙、客艙用品和市場推廣刊物之中，與香港區旗及市花洋紫荊互相呼應。同時，香港航空的標誌由海南航空的標誌「日月寶珠·大鵬金翅鳥」與香港市花洋紫荊演化而來，代表香港航空與海航集團和與香港密切連繫。

### 附屬公司
香港航空旗下設有多間附屬公司及管理部門，以配合旗下業務需要。
| 公司名稱                                        | 全資附屬／部分持股 |
| ----------------------------------------------- | ------------------ |
| 香港貨運航空 （Hong Kong Air Cargo）            | 全資附屬           |
| 香港航空旅遊有限公司 （HKA Holidays，港航假期） | 全資附屬           |
| 新翔(香港)有限公司 （SATS HK）                  | 部分持股 (51%)     |
| 亞洲空運中心 （AAT）                            | 部分持股 (35%)     |
| 泛亞太平洋航空服務公司 （PAPAS）                | 部分持股 (15%)     |

### 推廣
為配合全新企業主題，香港航空曾聘請亞運國術銀牌得主杜宇航、藝人陳嘉桓及成龍為其代言人。

#### 電視廣告
香港航空歷年來推出多輯廣告，邀請多位體育及演藝明星拍攝廣告，展現獨立主題及理念。
2007年：「詠春」
廣告邀請藝人陳嘉桓示範詠春及宣傳其企業主題。
2010年：「分分鐘想飛」、「香港航空樂優游」
有關航空業的問答遊戲及資訊節目，於無線電視翡翠台及高清翡翠台上播出。
2013年：「將更好的帶上雲霄」
展示客席教練陳嘉桓、奧運體操冠軍張楠、滕海濱，以及前香港亞洲運動會代表梁志賢培訓旗下空中服務員概況，帶出其服務細緻的意念，並呼應「很年輕、好香港」的中心企業主題。
2016年：「飛悅精彩」
以十週年尋找精彩遊歷之最為主題遠赴澳洲、中國大陸、日本及台灣等地取景拍攝，展示香港航空涵蓋全球各地的全新及現有航點，締造「飛越地平線」的意境，象徵希望、邁步前進、展望將來以及積極擴展全球航線的朝氣和動力。

#### 電影及媒體
香港航空積極支持贊助有關航空業的節目，例如，2012年，香港航空贊助及協助製作無綫電視航空時裝劇集《衝上雲霄II》，劇中香港航空除了借出其客機及登機櫃檯提供拍攝外，亦提供多項形象設計供片中的虛擬航空公司作參考；2013年，香港航空與泰國旅遊局合作，推出微電影《還‧愛》，以推廣泰國旅遊；2014年，香港航空與寰亞傳媒集團及邵氏公司合作，贊助《衝上雲霄》電影製作及拍攝工作，成為電影之唯一指定航空贊助商。

#### 體育競賽
香港航空於2012年為香港殘疾人奧委會暨傷殘人士體育協會的指定航空公司，接載香港殘奧代表團成員參與2012年英國倫敦殘奧會賽事。
此外，於香港賽馬會2017/19跑馬地馬季年度因贊助獲得冠名權因而命名為香港航空百萬挑戰盃。

#### 公益與社區活動
香港航空亦積極參與多項公益事務。
2011年，香港航空舉辦「香港兒童航空樂」活動，以從未乘搭飛機的兒童為對象，免費資助約120名基層兒童及其家長到海南島兩日一夜旅遊，包括食宿、交通及保險等費用，為基層家庭兒童提供旅遊機會。
2014年起，香港航空開始舉辦「飛上雲霄」學生航空體驗計劃，讓香港中小學生，參觀航班膳食製作過程、地勤於登機櫃檯服務流程、登上飛機客艙及駕駛室與機艙服務員及機長互動等，培育新生代對航空業的興趣，加深對業界的認識；同時，開始舉辦「飛越雲端‧擁抱世界」中小學生贊助計劃，通過向本地中小學校每間送出20張機票，獎勵於學業成績或不同範疇有傑出表現的學生，讓他們免費乘坐香港航空航班遊歷世界，藉此開拓學生的國際視野，增廣見聞。

## 機隊
香港航空機隊目前由全空中巴士機隊組成，當中包括A320-200、A321-200及A330-300。
- 2010年1月：租賃首架波音737貨機。
- 2010年6月：購入首架空中巴士A330廣體客機。
- 2012年1月：租賃首架空中巴士A320客機。
- 2016年10月：租賃首架空中巴士A330貨機。
- 2017年8月：租賃首架空中巴士A350客機。
- 2024年5月：租賃首架空中巴士A321客機。

香港航空開業初期，只使用更名前留存的波音737客機及龐巴迪CRJ客機，亦是本港唯一一間有引用龐巴迪客機的航空公司。當時曾計劃引入更多的波音737、波音787客機，港航甚至於2010年簽訂訂購空中巴士A380客機，可見當年港航發展的野望。但最終以上通通未能成事，而A380客機訂單亦「撻訂」收場。
港航另於2012年曾購入三部只設尊貴商務艙（Club Premier，半頭等艙級別）及普通商務艙（Club Classic）的空中巴士A330客機（LNJ~LNL），執飛越洋及國內一線航線。半包機形式的創舉並不受事事都求物超所值的港人歡迎，上座率甚低，兩年後被更改座艙安排並取消尊貴商務艙座艙級別，與其他A330客機看齊。這三部獨特的客機於2019年起受新冠肺炎影響封存，最後於2024年5月正式退役；LNK及LNL於2025年終售予伊朗航空。
其後港航於2017年至2020年曾引入空中巴士A350-900客機，為港航歷來引入最大型的客機，成為一時佳話。但A350機隊最後因港航陷入財政危機及新冠肺炎爆發，引致全球旅遊業冰封所影響，甚至全數退出機隊，部分本來已經完成組裝的飛機甚至到最後都未能投入服務，只可存放空中巴士於法國的基地等待買家。最後一部離隊的A350客機（LGE）於2023年回港除牌後正式退役，全數A350客機最終轉租至泰國國際航空及斐濟航空。
港航為求於新冠肺炎期間保全生意，明白到倚仗貨運才是出路，故獲民航處批准下替仍未停用的部分客機「客改貨」拆卸座椅以便載貨，或者直接將較小型的貨物和物資置於座椅上，減少空座率造成的浪費。
近年，因應公司營運策略轉變及航線需求，港航逐步將閒置已久的A330-200客機退租、飛往別處的機場封存以等待轉售，甚至將部分無法轉售的客機拆解，以節省停泊費和以作替補或出售剩餘的零件。另一方面港航繼續接收來自其他航空公司的二手客機，以更迭機隊成員。
2024年8月，時任港航主席孫劍峰稱計劃於2025年引入至少3部來自海航的波音787客機以復航北美航點。同年11月21日，現任港航主席閻波表示，未來會考慮引入中國商飛C919客機作為擴充機隊的選擇。
直到2025年4月，事件再有戲劇性的發展；港航副總裁湛貴才向彭博透露，港航決定放棄接收由海南航空及中國南方航空出售的19部波音787-8客機，理由是港航發現波音787-8客機的綜合營運能力，並未能迎合港航現時及未來越洋航線的需要。而此前港航曾經在2024年尾招聘持有波音777及787客機駕照的機長。

### 現役機隊

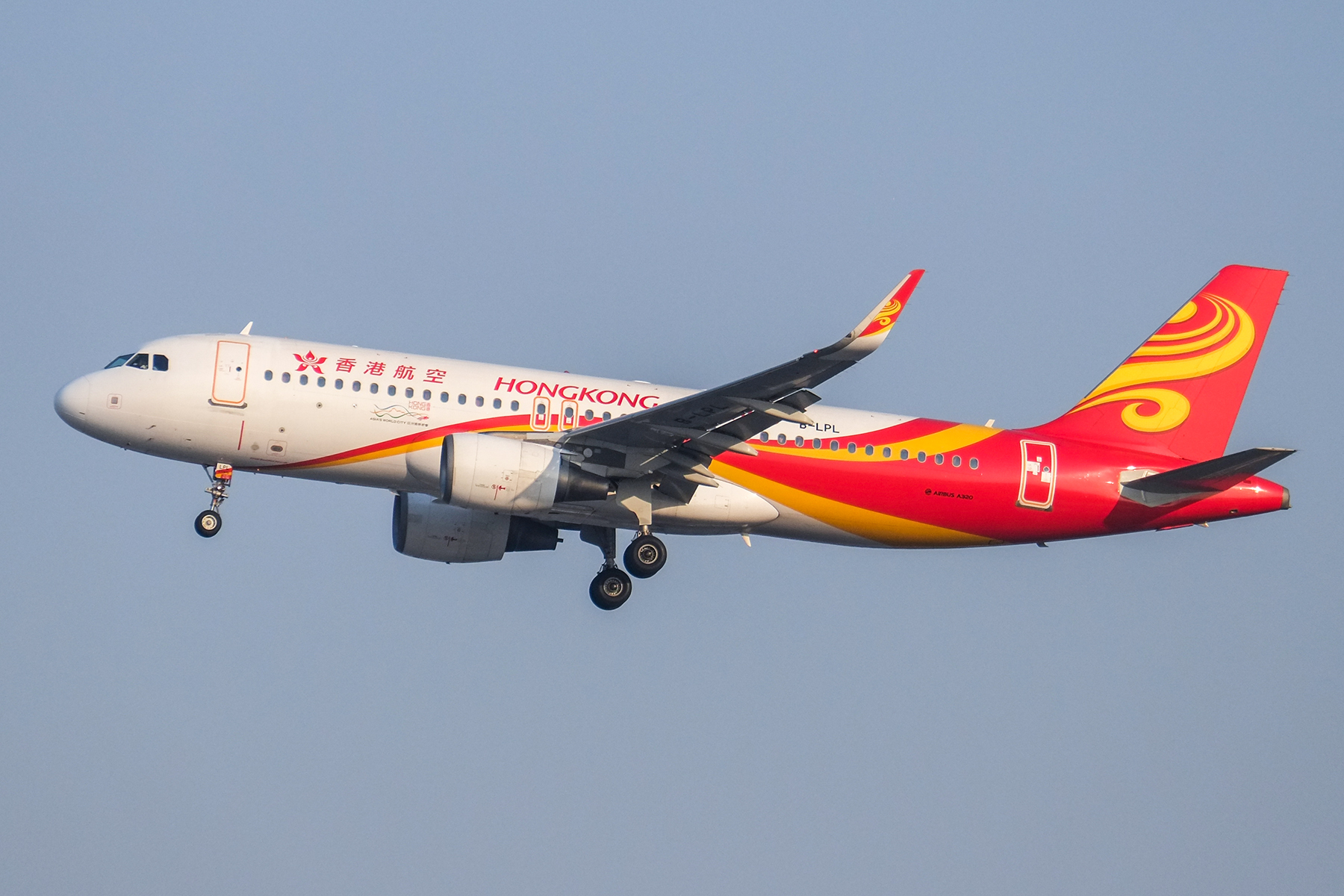
空中巴士A320-200
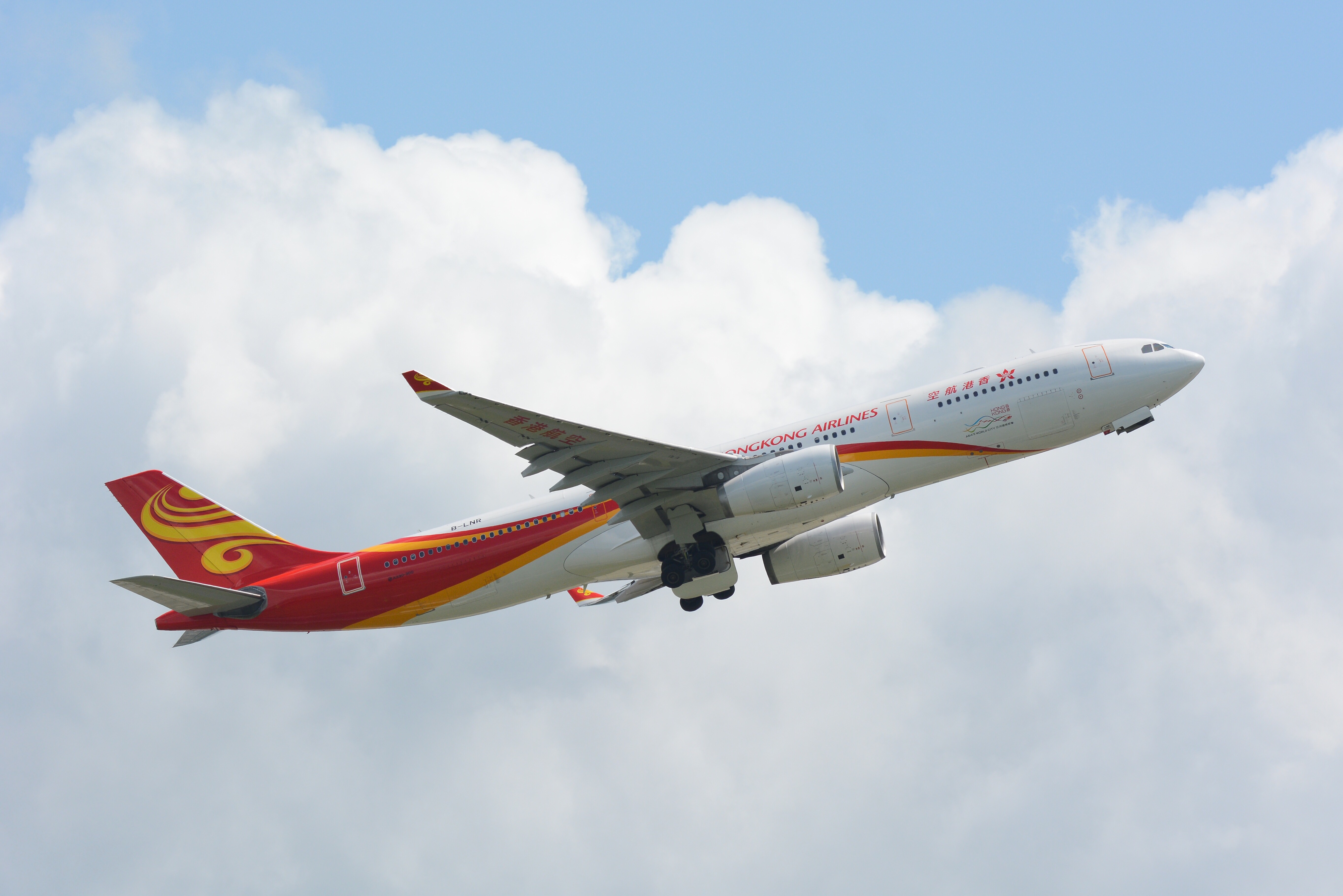
空中巴士A330-300

截至2025年7月，香港航空機隊平均機齡為11.9年。

### 特殊塗裝
2024年12月，香港航空首次為港航本身及香港不同公司作宣傳，旗下飛機髹上特別設計的塗裝。
為向1939年中國首架「大公報號」滑翔機的歷史經典致敬，港航與大公報合作設計一款「大公報放眼世界120年」的機身塗裝，髹在一架剛從天津航空轉手投入服務的空中巴士A330客機上（航機編號B-LHR），並將航機命名為「大公報號」。

### 已退役機隊

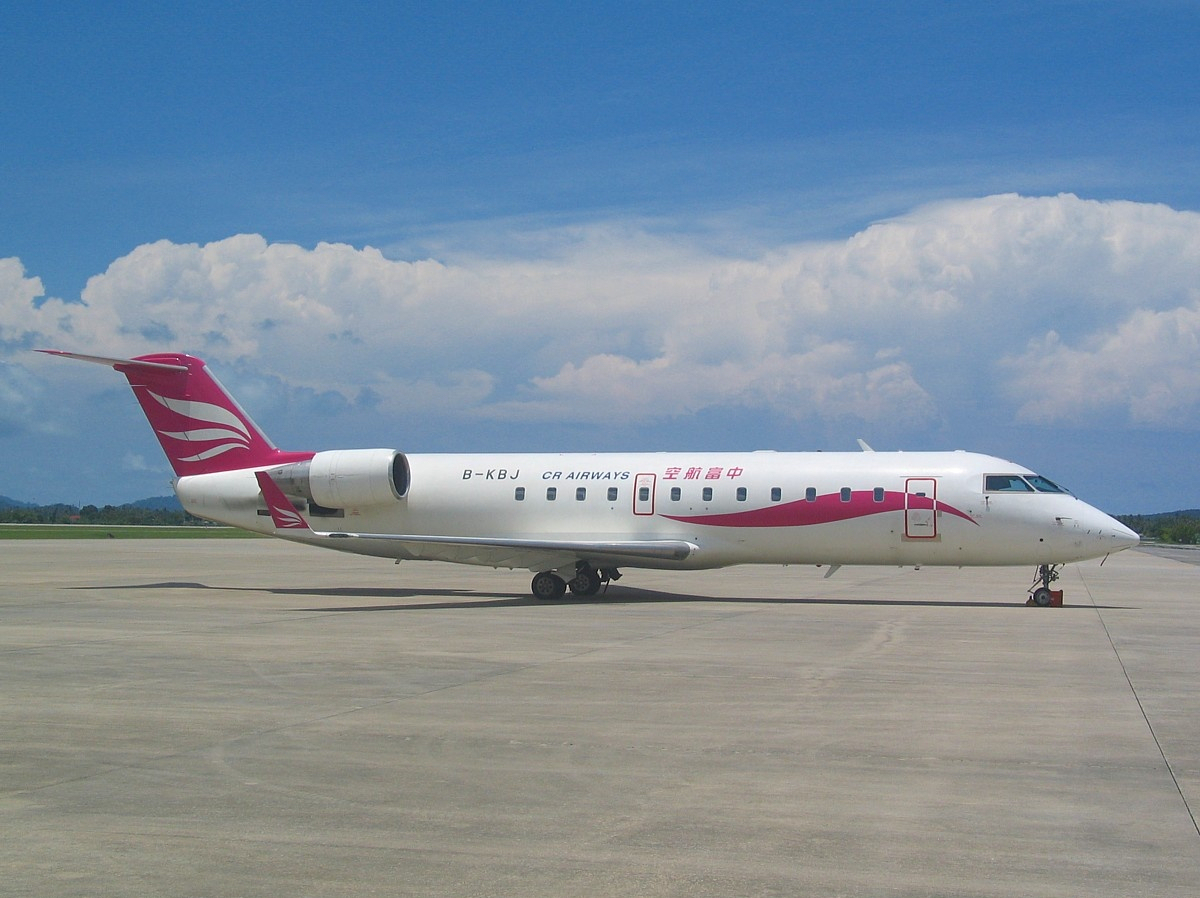
港航前身中富航空的龐巴迪CRJ-200ER
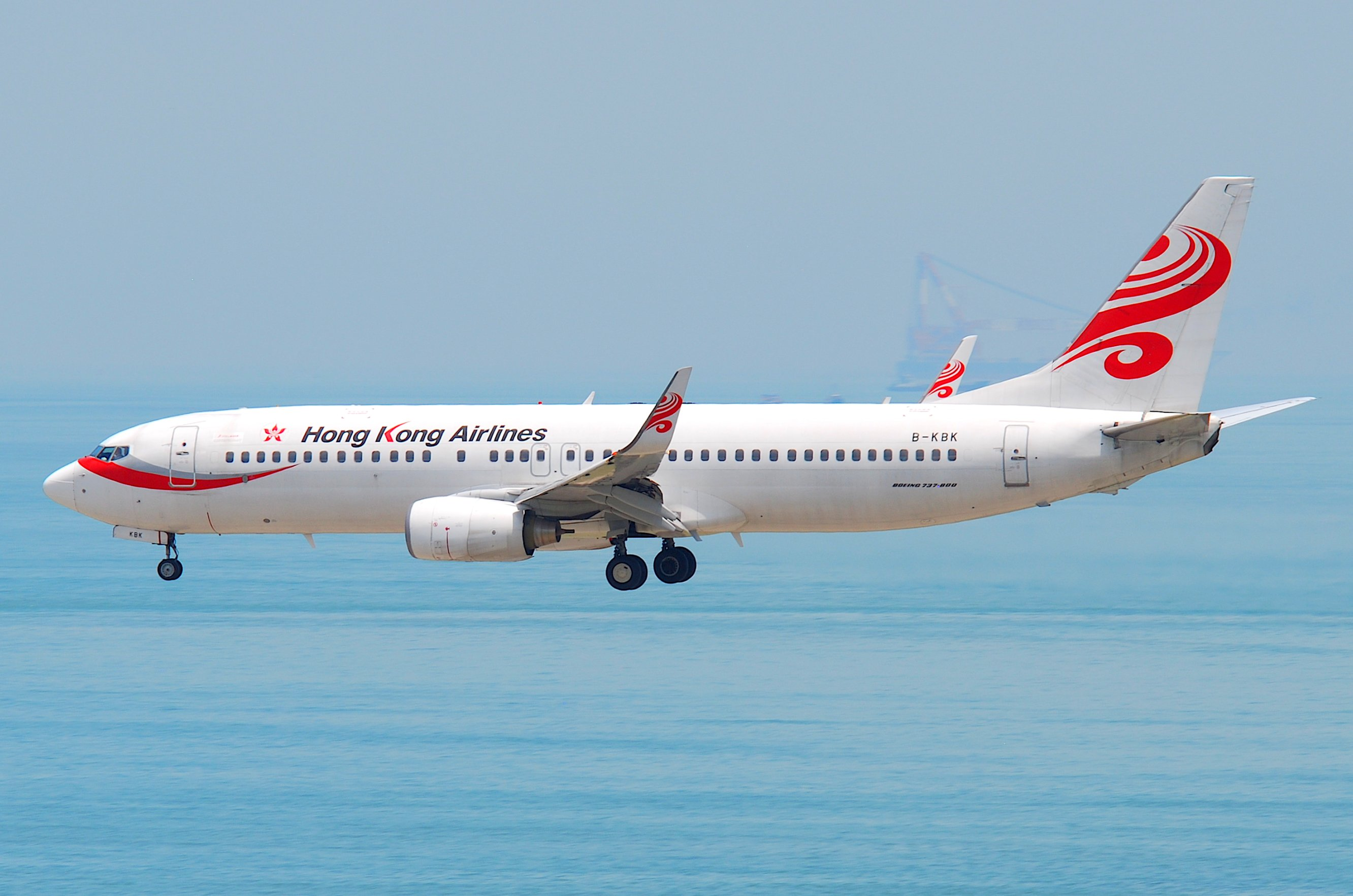
波音737-800，配上香港航空舊塗裝
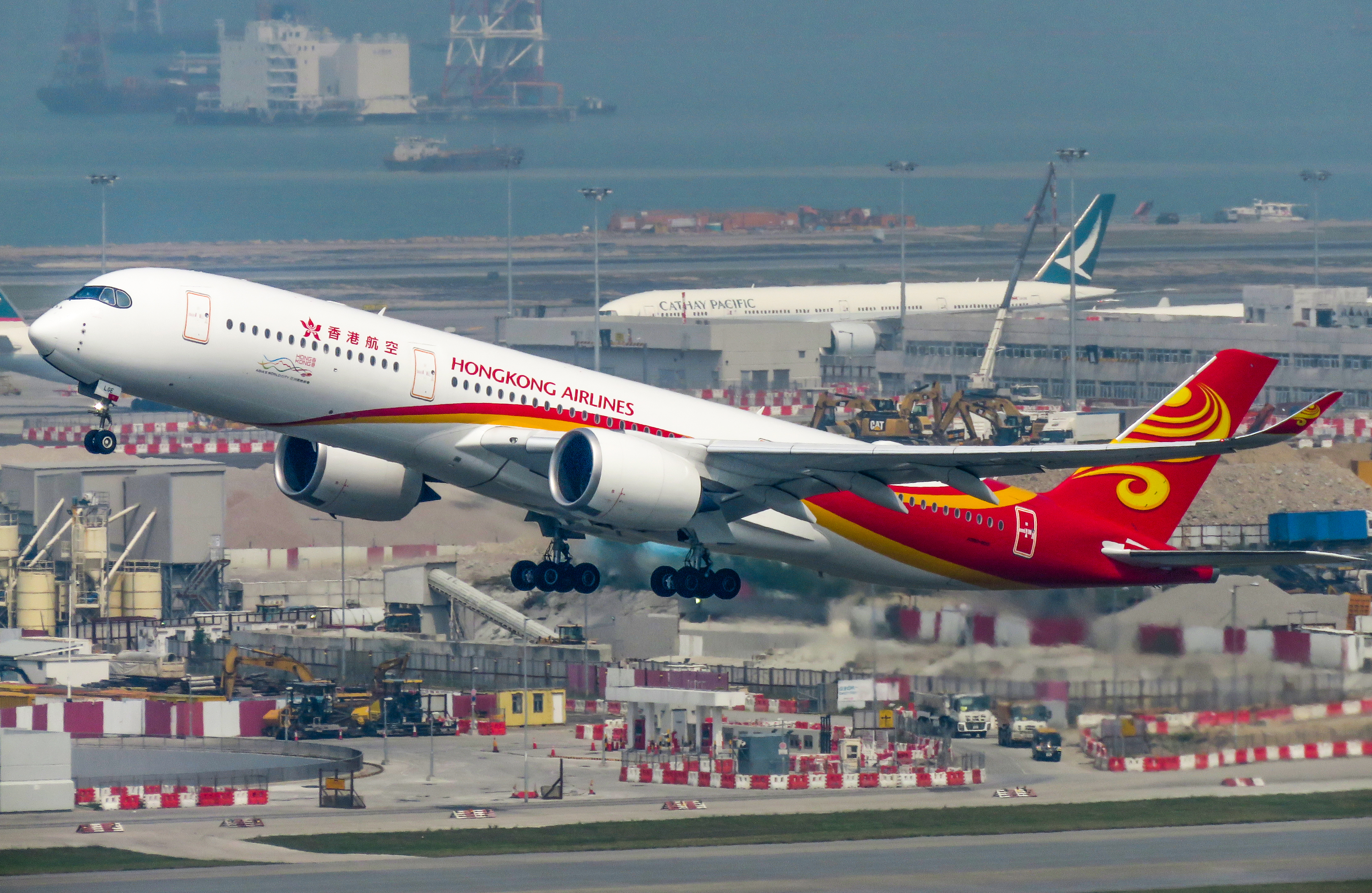
空中巴士A350-900

| 機型                 | 數量 | 服役期    | 註冊號                                                     | 座艙安排                                             | 備註 |
| -------------------- | ---- | --------- | ---------------------------------------------------------- | ---------------------------------------------------- | --- |
| 龐巴迪 CRJ-200ER     | 2    | 2006-2007 | KBA、KBJ                                                   | Y50                                                  | KBA售予山東航空；KBJ售予華夏航空 |
| 龐巴迪 CRJ-701       | 1    | 2006-2008 | KBB                                                        | Y68                                                  | 售予印度航空 |
| 波音 737-300SF       | 3    | 2010-2012 | LHM、LHN、LHO                                              | 貨機                                                 | 售予揚子江快運航空（現金鵬航空） |
| 波音 737-800         | 12   | 2006-2013 | KBE、KBF、KBH、KBI、KBK、KBL、KBM、KBP、KBQ、KBR、KBT、KBU | C8Y156 (KBE-KBT)、C8Y162 (KBU)                       | 全數配置鯊鰭小翼(Winglets)；KBM售予香港快運航空，其餘均已退回海南航空 |
| 空中巴士 A320-214    | 4    | 2012-2013 | LPB、LPF、LPG、LPH                                         | C8Y144                                               | 售予香港快運航空，後分別轉售北部灣航空及天津航空 |
| 空中巴士 A330-223    | 6    | 2010-2020 | LNC、LND、LNE、LNF、LNG、LNI                               | C24Y259                                              | 全數已於2024年11月至2025年4月期間在香港國際機場拆解 |
| 空中巴士 A330-243    | 5    | 2012-2020 | LNJ、LNK、LNL、LHA、LHB                                    | C18Y246 (LNJ-LNL)、C18Y263 (LHA、LHB)                | NJ-NL服務初期只設尊貴商務艙及普通商務艙 (F34C82)，2014年海航歸還後更改座艙安排； 2022年港航打算將LNJ售予天津航空但不成功，至今仍於香港國際機場閒置中並更改註冊編號為VP-CLO； LHA及LHB曾為全球唯一選用配備獨立通道及座椅屏幕的Optimares Maxima商務艙座位的客機，當中LHA於2024年8月在法國沙托魯機場拆解； LNK及LNL於2025年4月售予伊朗航空，並更改註冊號為EP-IJC及EP-IJD |
| 空中巴士 A330-243F   | 5    | —         | LNV、LNW、LNX、LNY、LNZ                                    | 貨機                                                 | 轉移至子公司香港貨運航空 |
| 空中巴士 A330-343X   | 9    | 2012-2025 | LHD、LHG、LHH、LNM、LNN、LNR、LNS、LNT、LNU                | C30Y255 (LHD、LNR-LNU)、C32Y260 (LHG、LHH、LNM、LNN) | LHG及LHH已退回海南航空； LNM及LNN售予聖馬利諾行政航空； LNS售予加拿大航空；LNT及LNU售予DHL |
| 空中巴士 A350-941XWB | 6    | 2017-2023 | LGA、LGB、LGC、LGD、LGE、LGH、LGI                          | C33Y301                                              | 除LGI出廠後未曾投入服務外，其餘A350客機實為2019-2020年因港航財困退役，後分別轉租至泰國國際航空及斐濟航空 |

## 航點及代碼共享
香港航空以香港國際機場為基地，航點涵蓋亞太地區各大重點與一線城市：

### 客運航點
| 國家或地區 | 目的地 |
| ---------- | --- |
| 中国大陆   | 北京-首都、北京-大興、上海-浦東、上海-虹橋、杭州、南京、重慶、成都-天府、麗江（2025年9月8日開辦）、海口、三亞、海拉爾 季節性：西安、西寧 包機：敦煌 |
| 臺灣       | 台北-桃園 |
| 日本       | 東京-成田、大阪-關西、札幌-新千歲、福岡、沖繩 |
|            | 首爾-仁川 |
| 泰國       | 曼谷-蘇凡納布、布吉 |
| 越南       | 峴港 |
| 印度尼西亞 | 登巴薩 |
|            | 永珍 |
| 馬爾地夫   | 季節性：馬累 |
|            | 悉尼、墨爾本（2025年12月12日開辦） 季節性：黃金海岸                                                                                                 |
| 加拿大     | 溫哥華 |

### 代碼共享
香港航空與以下航空公司／客輪公司簽訂代碼共享協議：
- 海南航空
- 長榮航空
- 韓亞航空
- 曼谷航空
- 嘉魯達印尼航空
- 土耳其航空
- 汶萊皇家航空
- 西捷航空（聯程協議）
- 維珍澳洲航空（聯程協議）
- 噴射飛航
- 珠江客運

### 航點歷史
2006年
- 開辦往來香港至台中及重慶的直航服務，以波音737-800營運。

2007年
- 2月5日起，開辦每日一班往來香港至青島的航線，以波音737-800營運。[87]
- 2月11日起，開辦每日一班往來香港至福州的航線，以波音737-800營運。[88]
- 3月26日起，開辦每週兩班往來香港至石家莊的航線[89]及開辦每日一班往來香港至廈門的航線，均以波音737-800營運[90]，以波音737-800營運。
- 4月2日起，開辦每週四班往來香港至濟南的航線，以波音737-800營運。[91]
- 7月9日起，開辦每週三班往來香港至南昌的航線，以波音737-800營運。[92]
- 8月24日起，開辨往來香港至胡志明市的航線，以波音737-800營運。[93]
- 12月2日起，開辨每週兩班往來香港至合肥的航線，航班號為HX175/176，以波音737-800營運。[94]

2008年
- 3月31日起，停辦每週三班往來香港至南昌的航線。[92]
- 6月，開辨往來香港至上海-浦東及北京航線，以波音737-800營運，成為港航首批於內地的一線航點。
- 8月11日起，開辨每週兩班往來香港至哈爾濱的航線，以波音737-800營運。[95]
- 7月，開辨往來香港至首爾-仁川及大邱航線，以波音737-800營運。
- 9月，開辦往來香港至布吉及馬尼拉航線，以波音737-800營運。

2009年
- 3月29日起，開辨每日一班往來香港至長沙的航線，以波音737-800營運。[96]
- 1月，開辦往來香港至廈門、桂林及三亞航線，同時恢辦南京航線。
- 8月，開辦往來香港至長沙及海口航線，以波音737-800營運。

2010年
- 4月30日起，開辨每日一班往來香港至汕頭的定期包機航班，以波音737-800營運。
- 6月30日起，因應當年莫斯科世界盃賽事，開辦每週三班往來香港至莫斯科的航線，航班號為HX817/816，以空中巴士A330-200營運。
- 7月，開辦每日一班往來香港至河內的航線，以空中巴士A320營運。
- 8月，停辦每日往來香港至馬尼拉，長沙及廈門的航線。
- 9月28日起，開辨每週四班往來香港至上海-虹橋的航線，航班號為HX238/239，以空中巴士A330-200營運。港航並於10月31日起加密至每日一班。[97]
- 10月31日起，開辨每日一班往來香港至東京-成田的航線，航班號為HX618/619，以空中巴士A330-200營運。[98]

2011年
- 1月16日起，開辦每日一班往來香港至新加坡的航線，航班號為HX751/752，以空中巴士A330-200營運。[99]
- 3月，受日本3.11地震及福島核事故影響，港航對前往日本的航班進行減班：包括取消每週四班來往香港至札幌-新千歲航線、以及往來香港至東京-成田航線改以波音737-800營運。
- 3月底，夏季時間表啟用，新時間表恢辦往來香港至布吉、長沙航線及加密往來香港至曼谷-蘇凡納布航線。
- 4月22日起，開辦每週兩班往來香港至亞庇的航線。
- 7月，開辦每日一班往來香港至成都及重慶航線，以空中巴士A320營運。同時，加密往來香港至新加坡的航班，由每日一班加密至每日兩班，航班號為HX783/784。
- 10月，開辦每週兩班往來香港至登巴薩/峇里航線，以空中巴士A330-200營運。

2012年
- 3月1日起，開辦每日三班往來香港至台北-桃園的航線及開辦每天一班往來香港至高雄航線。
- 3月7日起，開辦每日一班往來香港至倫敦-格域的航線，以全商務艙的空中巴士A330-200營運。
- 3月底，復辦每日一班往來香港至西安及南京的航線，以空中巴士A320營運。
- 5月，每日一班往來香港至東京-成田的航線由空中巴士A330-200改為空中巴士A320營運。
- 6月30日起，停辨香港往來香港至新加坡的航線。
- 7月，加密往來香港至上海-浦東航線，由每日一班加密至每日兩班，以空中巴士A330-200營運。
- 11月，復辦每日一班往來香港至蘭州的定期包機航線，以空中巴士A320營運
- 12月，每日一班往來香港至南京的航線改用空中巴士A320營運。

2013年
- 1月25日起，復辦每日一班往來香港至亞庇航線，航班號為HX723/724，以空中巴士A320營運。[100]
- 3月31日起，夏季時間表啟用，新增多條航線並為多條定期航線加密班次，增強地區航線網絡：[101]
  - 加密往來香港至曼谷-蘇凡納布的航班，由每日三班加密至每日四班，航班號為HX779/780，新增航班以空中巴士A330-200營運。
  - 加密往來香港至南京，由每日一班加密至每日兩班，航班號為HX218/219。
  - 加密往來香港至杭州，由每日一班加密至每日兩班，航班號為HX126/127。
  - 加密往來香港至福州，由每日一班加密至每日兩班，航班號為HX175/176。
  - 加密往來香港至海口的航班，由每日一班加密至每日兩班，航班號為HX137/138或HX157/158。
  - 加密往來香港至三亞的航班，由每日一班加密至每日兩班，航班號為HX197/198或HX195/196。
  - 加密往來香港至台北-桃園的航班，由每日三班加密至每日四班，航班號為HX252/253，新增航班以空中巴士A330-200營運。同時取消每日一班往來香港至高雄的航班。
  - 每日其中兩班北京航線，以及每日一班之上海-虹橋航線改以空中巴士A330-300營運。
  - 每日一班往來香港至成都航線改用空中巴士A320營運。
- 4月1日起，接收香港快運航空每日兩班往來香港至昆明的航班，航班號為HX273/274及HX278/279，新增航班以波音737-800營運。
- 4月27日起，加密往來香港至曼谷-蘇凡納布的航班，由每日四班增加至每日五班，航班號為HX765/766，新增航班以空中巴士A330-300營運，加強曼谷航班服務。[102]
- 5月2日起，加密往來香港至布吉的航班。由每日一班加密至每日兩班，編號為HX761/762。[102]
- 5月15日起，開辦每日一班往來香港至廈門的航線，航班號為HX261/262，以空中巴士A320營運。[103]
- 7月10日起，因應市場及季節需求，香港航空正式開辦往來香港至馬爾代夫馬累的航線，航班號為HX789/780，成為香港當時唯一一家提供馬爾代夫直航航班服務的航空公司。[104]
- 10月27日起，接收香港快運航空往來香港至南寧的航班，變相由每日一班加密至每日兩班，新增航班以空中巴士A320營運。

2014年
- 1月24日起，加密往來香港至往北京的航班，由每日三班加密至每日四班，航班號為HX332/331，新增航班以空中巴士A320營運。[105]
- 3月10日起，加密往來香港至登巴薩/峇里航線，由每日兩班加密至每日三班。
- 3月17日起，開辦每週三班往來香港至胡志明市的航線，航班號為HX534/535，以空中巴士A320全經濟艙客機營運。[105]
- 3月19日起，加密往來香港至沖繩及杭州的航班，沖繩由每日一班加密至每日兩班，航班號為HX678/677，而杭州由每日兩班加密至每日三班，航班號為HX228/229。[106]
- 3月30日起，開辦每週兩班往來香港至鹿兒島，航班號為HX671/672及每週三班來往香港至天津的航線，航班號為HX368/369，均以空中巴士A320全經濟艙客機營運。[107]
- 4月19日起，加密往來香港至天津的航線，由每週三班加密至每週五班。[108]
- 5月12日起，加密往來香港至天津的航線，由每週五班加密至每日一班。[108]
- 8月1日起，加密往來香港至上海-浦東的航線，由每日二班加密至每日三班，航班號為HX246/247。[109]
- 12月1日起，加密往來香港至海口航線，於星期一、三、五、日增至一日兩班往返，航班號為HX6157/6158，令每週航班數目加密至每週十一班。[110]
- 12月19日起，開辦每週五班往來香港至札幌-新千歲的航線，航班號為HX690/693，以空中巴士A330-300營運。[111]同時加密來往香港至泰國曼谷-蘇凡納布航線，由每日五班加密至每日六班，航班號為HX763/760或HX763/762。[110]

2015年
- 3月28日起，開辦每週兩班往來香港至宫崎的包機航線，航班號為HX648/649，以空中巴士A320營運。[112]
- 5月12日起，為慶祝鹿兒島航線開航一週年，加密往來香港至鹿兒島的航班，由每週兩班加密至每週三班。[112]
- 11月19日起，加密往來香港至上海虹橋的航班，由原來每週七班增加兩班至每週九班，航班號為HX248/249。[113]
- 12月14日起，開辦每週兩班往來香港至熊本的航線，航班號為HX686/687，以空中巴士A320全經濟艙客機營運。[114]
- 12月25日起，加密往來香港至海口的航班，由原來每週七班加密至每週九班，航班號為HX157/158。[115]

2016年
- 1月8日起，開辦為期3個月(1月至3月)的每週三班往來香港前往黃金海岸，再經開恩茲返回香港的季節性航線，航班號為HX015/016。以空中巴士A330-300營運。[116]
- 1月16日起，加密往來香港至天津的航班，由每日一班加密至每日兩班，航班號為HX362/363。[117]
- 2月27日起，開辦每週三班往來香港至柬埔寨金邊的航線，航班號為HX721/722，以空中巴士A320全經濟艙客機營運。
- 3月27日起，調整往來香港至黃金海岸及開恩茲的航線，每週三班的季節性航班改為每週兩班的定期航班。[118]
- 3月28日起，開辦每日一班往來香港至岡山的航線，航班號為HX6682/6683，以空中巴士A320全經濟艙客機營運。[119]
- 5月1日起，加密往來香港至往北京的航班，由每日三班加密至每日四班，航班號為HX6308/6309。[120]
- 5月15日起，加密往來香港至河內的航線，由每週五班加密至每週十班，航班號為HX522/523。[120]
- 7月1日起，開辦每日兩班往來香港至東京-成田的航線，航班號為HX608/609和HX609/610，以空中巴士A330-300營運。[121]
- 7月15日起，開辦每日一班往來香港至大阪-關西的航線，航班號為HX6028/6029，以空中巴士A330-300營運[122]
- 9月14日起，開辦每週兩班往來香港至鳥取縣米子的航線，航班號為HX6650/6651，以空中巴士A320全經濟艙客機營運。[123]
- 9月15日起，加密往來香港至大阪-關西，由每日一班加密至每日兩班；札幌-新千歲，由每週五班加密至每日一班。
- 11月10日起，開辦每日一班往來香港至奧克蘭的航線，航班號為HX021/022，以空中巴士A330-200營運。[124]
- 12月16日起，開辦每日一班往來香港至首爾-仁川的航線，航班號為HX622/623或HX628/629。[124]

2017年
- 6月30日起，開辦每日一班往來香港至溫哥華的航線，航班號為HX080/081，為港航首條北美州航線，以空中巴士A330-200營運。[125]
- 7月20日起，復辦每週五班往來香港至胡志明市航線，航班號為HX538/539，以空中巴士A320營運。[126]
- 12月18日起，開辦每週四班往來香港至洛杉磯的航線，航班號為HX068/069，以空中巴士A350-900營運。[25]

2018年
- 1月16日起，加密往來香港至洛杉磯的航班，由每週四班加密至每日一班[25]；同時，復辦每週三班往來香港至馬爾代夫馬累的航線，航班號為HX791/792，以空中巴士A330-300營運。[127]
- 3月25日起，開辦每週四班往來香港至三藩市的航線，航班號為HX060/061，以空中巴士A350-900營運。[26]
- 6月1日起，復辦每日一班往來香港至馬尼拉的航線，航班號為HX781/782，以空中巴士A320營運。[128]
- 10月28日起，停辦往來香港至宫崎[129]，金邊[130]，黃金海岸及開恩茲[131]的航線。

2019年
- 1月22日起，復辦每週兩班往來香港至南寧的航線，航班號為HX1351/1352，以空中巴士A320營運。
- 4月10日起，來往香港及溫哥華的航線由空中巴士A330-200改用空中巴士A350-900營運。
- 5月22日起，停辦往來香港至奧克蘭的航線。[132]
- 9月2日起，停辦往來香港至福州的航線，同時加密來往香港及海口的班次達每日三班，航班號為HX6103/6104。[133]
- 9月8日起，加密往來香港至杭州的航班，由每週10班增加四班至每週14班，航班號為HX112/113。[133]
- 9月28日起，加密往來香港至札幌-新千歲的班次，由每週9班增加兩班至每週11班，航班號為HX690/699。[133]
- 10月5日起，停辦往來香港至三藩市的航線。
- 10月8日起，停辦往來香港至塞班的航線。[134]
- 12月8日起，往來香港至洛杉磯及溫哥華減少至每周4班。[135]

2020年
開始實施整固航線網絡之特別安排：
- 包括由1月1日起，停辦往來香港至南寧的航線。
- 2月8日、10日、12日及20日起，分別停辦往來香港至洛杉磯、天津、温哥華及胡志明市的航線[136][137]。

3月及4月份，受新冠肺炎疫情影响，整固班次及維持核心航線的航班服務：
3月份：
- 北京、上海浦東、海口、大阪、東京成田、台北 – 每日1班
- 曼谷 – 每週18班（平均每日2班）
- 馬尼拉 – 每週3班

4月12日起，維持6條核心航線的客運航班，合共提供每週60班航班服務：
- 加密馬尼拉航班服務至每日1班，採用A330寬體客機營運。
- 加密東京成田航班服務至每日3班，採用A320客機營運。
- 調整曼谷航班服務至每週6班，採用A330寬體客機營運。
- 調整北京航班服務至每週6班，採用A320客機營運。
- 維持每日1班的海口的航班服務，採用A320客機營運。
- 調整上海浦東航班服務至每日1班，採用A330寬體客機營運。

2022年
- 9月5日起，調整航線網絡為：
  - 往來上海浦東航班服務至每週1至2班
  - 往來成都航班服務至每週3至4班
  - 往來杭州航班服務至每週2班
  - 往來南京航班服務至每週2班
  - 往來大阪關西航班服務至每週3班
  - 往來首爾仁川航班服務至每週2班
  - 往來曼谷航班服務至每週1至2班
  - 往來河內航班服務至每週2班

其餘航線暫時停運。
- 9月17日起，調整往來馬尼拉航班服務至每週1班

- 9月26日起，往來香港及首爾仁川航班加密至每週4班

- 10月1日起，調整航線網絡為：
  - 往來南京航班服務至每週1至2班
  - 往來香港及曼谷航班加密至每週4班

- 10月16日起，調整航線網絡為：
  - 往來東京成田航班服務至每天1班
  - 往來大阪關西航班加密至每天1班

2023年
- 3月12日起，開辦每週四班往來香港至北京大興國際機場的航線，航班號為HX308/309，成為香港唯一同時營運北京大興與北京首都兩大機場的航空公司。
- 4月7日起，開辦每週四班往來香港至福岡航線，航班號為HX640/641。
- 6月30日，停辦往來香港至馬尼拉客運航線。
- 7月8日起，開辦每週四班往來香港至名古屋航線，航班號為HX664/665。[138]
- 9月22日起，恢復香港-成都航線，並由成都雙流國際機場轉移至成都天府國際機場，航班號為HX452/453。
- 12月18日至2024年2月26日期間逢星期一，三，五，日恢復由香港往返米子直航，航班號為HX650/651，成為香港唯一提供往米子直航的航空公司。[139]
- 12月18日至2024年2月26日期間逢星期一，二，四，六開辦由香港往返函館直航，航班號為HX592/593，成為香港唯一提供往函館直航的航空公司。[139]

2024年
- 1月19日至2月25日期間逢星期三、五、日恢復由香港往返馬爾代夫直航，航班號為HX791/792，成為香港唯一提供往馬爾代夫直航的航空公司。[140]
- 2月29日，停辦河內及函館客運航線。
- 4月22日，開辦每週二，六往來香港至敦煌直航包機航班，航班號為HX2350/2351，成為香港唯一提供往敦煌直航的航空公司，亦是新冠疫情後首班包機航班。
- 4月27日，開辦每週六往來香港至老撾永珍直航包機航班，航班號為HX562/563，成為香港唯一提供往老撾直航的航空公司。
- 4月28日，每週四、日恢復由香港往返塞班直航，航班號為HX76/77，成為香港唯一提供往塞班直航的航空公司。
- 5月8日，臨時復辦一班香港往返桂林包機航班，航班號為HX121/122。
- 7月9日，開辦每週一往來香港至西寧季節性直航航班，航班號為HX2502/2503，成為香港唯一提供往西寧直航的航空公司。
- 7月9日，恢復每日由香港往返台中直航航班，航班號為HX290/291或293。
- 7月19日，開辦每日由香港往返峴港直航航班，航班號為HX548/549。
- 9月28日，開辦每週二、四、六由香港往返帛琉直航航班，航班號為HX2731/2732，成為香港唯一提供往帛琉直航的航空公司。
- 10月27日，開辦每日由香港往返清邁直航航班，航班號為HX749/750。
- 12月18日，開辦每週一、三、六由香港往返仙台直航航班，航班號為HX584/585。
- 12月27、29日，開辦東京成田臨時加班直航航班，航班號為HX6672/6673。

2025年
- 1月10日至2月16日，香港往返馬爾代夫直航加密至每日一班，並聯同旗下的港航假期推出機票連住宿優惠。
- 1月17日至2月15日期間逢星期一、三、五、日恢復由香港往返澳洲黃金海岸季節性直航，但不再途經開恩茲，航班號為HX15/16，成為香港唯一提供往黃金海岸直航的航空公司。
- 1月18日，每週二、六恢復由香港往返加拿大溫哥華直航，航班號為HX80/81。
- 3月30日起，因應旅遊旺季，臨時加密東京及大阪的航班直至另行通知。
- 4月12日起，加密福岡航班。
- 4月29日，擬定開辦由香港往返內蒙古呼倫貝爾直航航班，航班號為HX463/462，成為香港唯一提供往內蒙直航的航空公司。
- 5月7日起，停辦香港往返清邁客運航線。
- 5月13日起，停辦香港往返台中客運航線。
- 5月25日起，擬定加密溫哥華航班至每週7班。
- 6月1日起，停辦香港往返仙台客運航線。
- 6月20日，開辦每日由香港往返悉尼航班，航班號為HX17/18；8月17日調整為每週四班
- 12月12日，開辦每週三班往返墨爾本航班，航班號為HX13/14。

## 服務

### 旅客登記服務

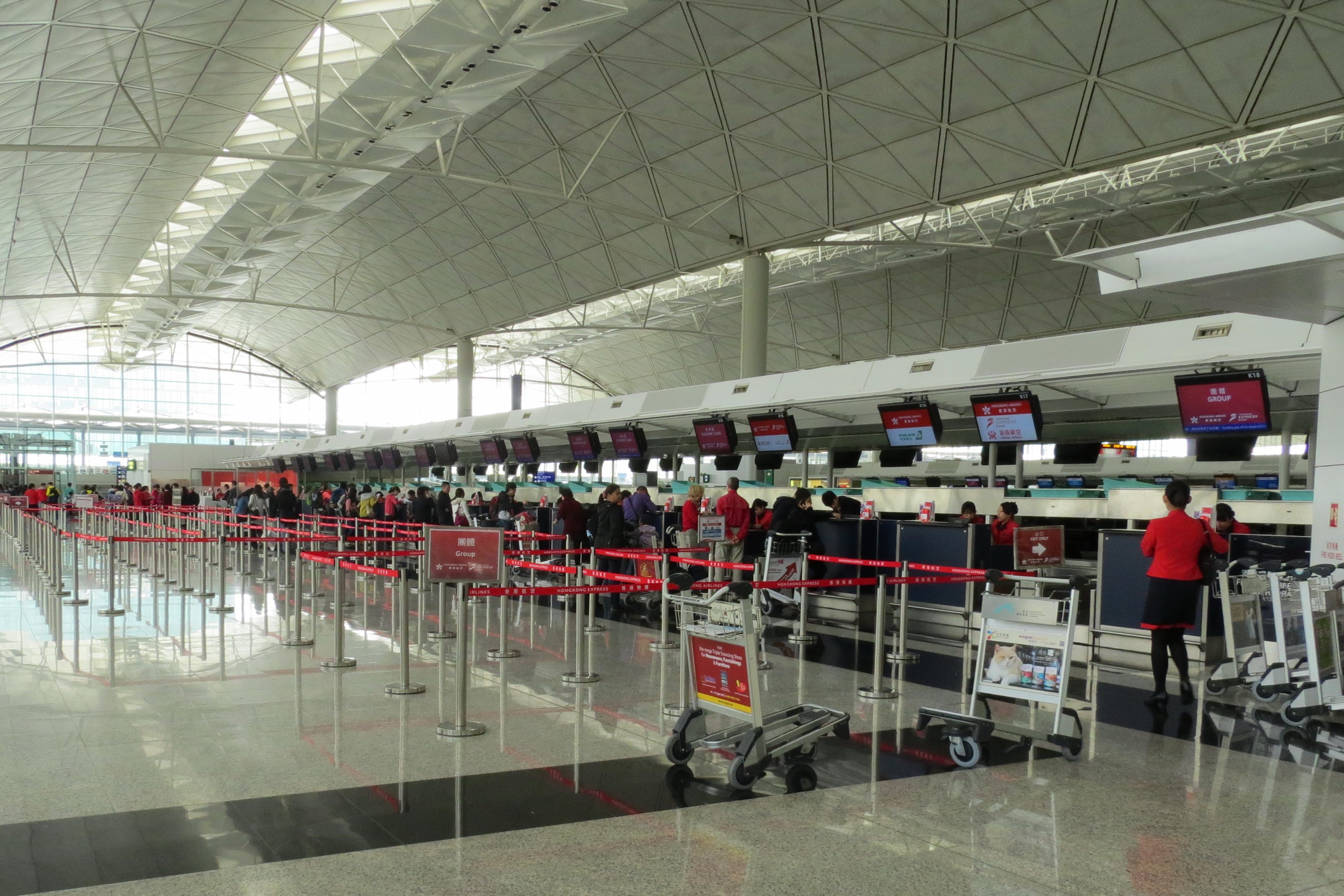
香港航空於香港國際機場一號客運大樓K段的服務櫃位

香港航空在香港国际机场的旅客登記櫃檯及服務櫃設於一號客運大樓K段，為旅客辦理登機手續及行李托運服務。同時，香港航空亦可為指定航空公司的旅客提供聯程登機手續，於辦理登機時直接列印第二程航班的登機證。
香港航空於2015年遷入新落成的T1中場客運廊，並成為首家使用中場客運廊的航空公司，隨著新建設施日漸成熟，香港航空已於中場客運廊內設有多項重點設施如報到中心、轉機櫃檯及旅客貴賓室等，讓旅客得以使用廊前登機橋直接登機，提升航班服務體驗。
由2025年2月28日起，港航於香港國際機場的辦理登機手續櫃檯和自助登記設施的關閉時間將調整為航班出發前60分鐘前整。新安排只適用於香港國際機場的辦理登機手續櫃檯和自助登記設施，暫不包括其他機場。

### 自助行李托運服務
香港航空於香港國際機場的K行段的K4-K13櫃檯特設自助行李托運設施，並鼓勵旅客使用自助行李托運服務；自助行李托運的旅客，需使用機場的自助登記系統列印紙本登機證，然後直接前往自助行李托運櫃檯按照機器指示自行掃描登機證，放上托運行李，綁上行李牌條碼及領取行李收據。整個程序只需要1分鐘，藉以省卻傳統櫃檯所帶來的繁複程序及手續。

### 市區／中國內地預辦登機服務
除了於機場辦理登機手續外，香港航空亦於機場快綫香港站和九龍站設有巿區預辦登機服務，機場快綫旅客搭乘香港航空可於車站托運行李，行李將會直接送達目的地。
非機場快綫旅客亦可使用香港西九龍站的香港國際機場市區櫃檯預辦登機及託運行李。
而於珠江三角洲：廣州（琶洲／南沙）、澳門（氹仔／外港）、虎門港、中山港、蛇口港和深圳機場碼頭轉乘香港國際機場快船，以及於港珠澳大橋澳門邊檢大樓和港珠澳大橋珠海公路口岸搭乘香港機場中轉巴士的旅客，也可在上述碼頭或口岸的登機櫃檯直接辦理托運，並於目的地機場領取行李。

### 電子預辦登機服務
乘搭香港航空的旅客可使用電子預辦登機服務，出發機場前已可即時簽發及列印登機證，而托運行李的旅客更可於香港國際機場、桃園國際機場、成田國際機場、關西國際機場、那霸機場、新千歲機場、仁川國際機場等七個機場，通過手機登機證，無須打印即可以智能手機上的登機證圖像直接通過安檢及登機，省卻輪候櫃檯的時間。

### 免費樂器保護箱服務、單車托運服務
- 樂器保護箱：有見旅客對處理托運樂器的關注，香港航空更為旅客特別斥資訂製大型樂器專用托運保護箱，並供旅客預約使用，讓旅客將其樂器托運時，無需如搭乘一般航空公司需自行購置托運保護箱，其樂器也能獲得適當保護。服務均已擴展至所有香港航空營運之航線。

- 托運單車服務：香港航空現時托運20公斤或以下單車之費用為每輛150元美金；如單車或單車盒的呎吋或重量超出規定，乘客或需支付額外託運費用，詳情請參閱港航網頁。

### 快速通關服務
香港航空於各地指定機場提供快速通關服務。合資格旅客，包括香港航空商務艙旅客及金鵬俱樂部白金卡與金卡會員，均可享受此服務並使用快速通道進行安檢及辦理出入境手續。
提供快速通關離境服務的機場包括：
- 香港
- 大阪-關西、東京-成田^
- 曼谷-蘇凡納布
- 馬累

提供快速通關入境服務的機場包括：
- 曼谷-蘇凡納布
- 馬累

^合資格旅客於機場出境可直接憑登機證及旅行證件通過快速安檢通道，而不需另行獲取快速通關通行證。
- 離境用之通行證會在辦理登機手續時經地勤人員派發
- 入境用之通行證會由空中服務員在機上派發

每位合資格旅客於香港國際機場可額外攜同一位旅客通過快速安檢通道，相關旅客需與該合資格旅客同行及搭乘同一航班。

### 機場貴賓室

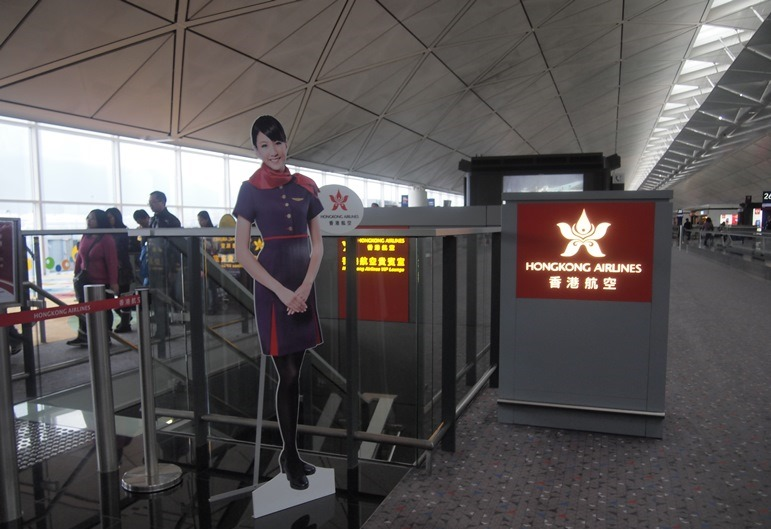
「紫荊堂」貴賓室入口（隨遨堂開放後已關閉）

香港航空於香港國際機場設有其佔地過萬呎的旗艦貴賓廳，名為遨堂（Club Autus），供香港航空商務艙及合資格旅客免費享用。此前，香港航空曾於一號客運大樓設有貴賓室。首間貴賓室香港航空貴賓室（Hong Kong Airlines Lounge）毗鄰一號客運大樓23號登機閘口，於2010年開幕。其後香港航空於原址側擴建貴賓室並名為「紫荊堂」（Club Bauhinia），於2014年開幕，2020年2月關閉。
遨堂總面積約13,940平方呎，位於中場客運廊（T1M）7樓，於2017年9月1日開幕，設有私人淋浴間、酒吧及餐廳等設施供候機旅客休息使用。貴賓室入口的左右側分別為「尊尚旅客區」與「商務旅客區」兩大區域。尊尚旅客區一般不對外開放僅供獲邀貴賓使用，而商務旅客區則根據不同功能再細分為休閒、家庭、個人護理，和可飽覽機場停機坪景色的觀景區域。而在紫荊堂貴賓室廣受旅客歡迎、設有獨立隔間的貴妃椅睡眠區域在遨堂亦獲得保留，可供旅客使用。
貴賓室內以香港情懷為主題，提供多款香港地道食品包括車仔麵、雞蛋仔、豆腐花（於上午十一時至晚上九時供應）等，此外，酒吧亦供應專供貴賓室的各類特色雞尾酒。除港式食品外，貴賓室內亦擺放了具有香港特色的畫作，更會設置以香港為主題的展覽並會不定期更換主題。
遨堂貴賓室曾於2020年2月至2022年8月期間不對外開放，不對外開放期間貴賓室只供少部分已預約之貴賓及港航、香港貨運航空旗下機組人員於落地後核酸檢測時休息之用，2022年8月起貴賓室設施曾暫時轉予機場管理局作為政府貴賓室以擴充業務。目前貴賓室隨着所有香港航空航班回復至中場客運廊營運，已於2023年10月31日重開。恢復營運初期，遨堂僅開放「尊尚旅客區」予商務艙旅客享用，並提供港式點心、湯品、三文治、西式糕點、現磨咖啡、紅白酒等自助形式的餐飲。「商務旅客區」已於2024年8月恢復對外開放，目前商務艙旅客、金鵬俱樂部白金卡、金卡會員可免費進入貴賓室，其他港航乘客仍可額外付費進入貴賓室；2024年12月，遨堂增設按摩椅供貴賓室旅客享用；2025年5月，港航宣佈全面恢復貴賓室服務，重新供應即製食品及雞尾酒。
金鵬俱樂部銀卡會員於2025年1月1日起重新獲邀進入遨堂貴賓室。

### 愛寵齊飛 - 客艙寵物服務
香港航空於2025年2月宣布推出收費客艙內攜帶寵物服務(Pet-in-Cabin)「愛寵齊飛 FlyingWithPets」，是香港首間及唯一提供此服務的航空公司。寵物主人及同行者須聯絡指定經銷服務商預訂「愛寵齊飛」服務的機票，旅客須依照經銷服務商指示準備所需寵物旅遊文件，並於航程內將寵物置於指定規格的寵物手提袋內，寵物連同寵物手提袋不能超過8公斤，而每名旅客只可攜帶一隻本地小型狗隻或貓隻；服務首階段暫涵蓋由香港出發至東京/大阪/名古屋航班，而返港時旅客須將寵物寄艙。而「愛寵齊飛」服務不包括18歲以下的旅客、需要把醫療器材存放在座椅下方的旅客及乘坐空中巴士A330客機商務艙的旅客。

### 機上失物查詢系統
香港航空於2017年推出全新機上失物查詢系統 「WeFound」，系統設英文、繁體和簡體中文及日文等不同語言選擇，通過網站或手機應用程式即可查詢及確認其失物，有效為乘客簡化失物認領的程序。此服務獲得2017年度優質顧客服務大獎銀獎榮譽，並使香港航空研究將此系統引入機上娛樂系統的可能性，提供更多渠道讓旅客追蹤失物狀況。

### 機上個人娛樂系統

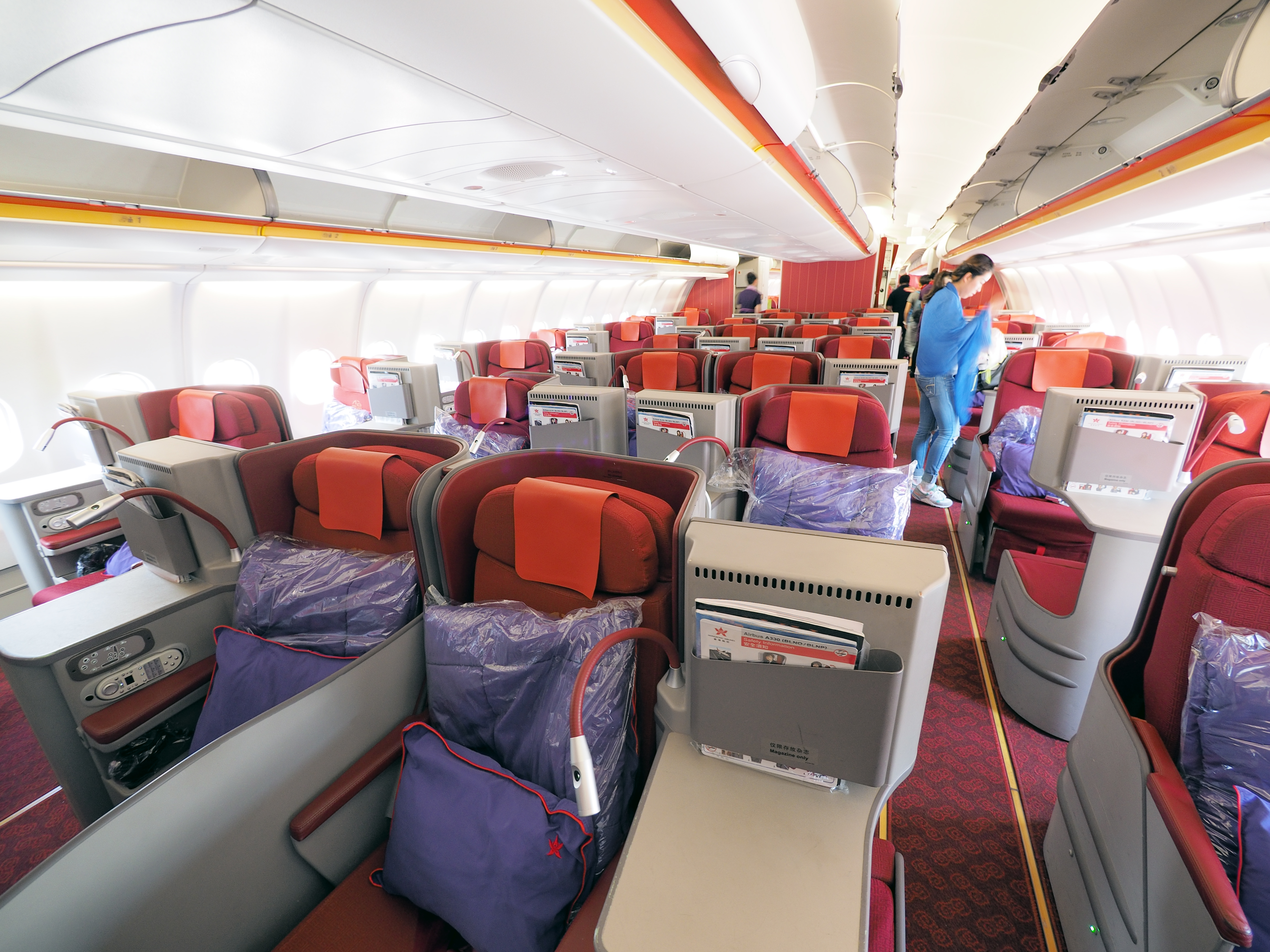
港航長途Solstys商務客艙，座位交由法國航空工業公司Stelia設計

#### 客艙無線娛樂系統
香港航空繼2013年底在空中巴士A330-243客機上（航機代號33V）裝設客艙無線娛樂系統後，於2024年底起再次陸續為部份空中巴士A330-343X客機上（航機代號333）及空中巴士A320-214客機上（航機代號32H及32S）裝設無線娛樂系統。於指定航班上，商務艙及經濟艙旅客可透過個人智能電話、平板電腦以至手提電腦等電子設備，連接機上的無線上網設備觀賞自選電影、音樂、微電影，以至雜誌、旅遊資訊及互動遊戲，操作介面更會因應旅客的電子設備而調整至最合適尺寸，讓旅客在航班上亦能享受個人化及私隱度高的娛樂享受。

#### 機上娛樂系統配置
香港航空所有現役客機之商務客艙及寬體客機之經濟客艙均配置個人娛樂系統，乘客亦可以使用個人裝置連接機上無線網絡再瀏覽影片、電影等。詳細資料如下：
| 機型             | 代號 | 個人娛樂系統 |
| ---------------- | ---- | --- |
| 空中巴士A330-300 | 333  | Thales i5000 商務艙配置15.4寸液晶觸控式屏幕，經濟艙則配置10.6寸液晶觸控式屏幕，乘客亦可透過個人裝置連接「客艙無線娛樂系統」觀看個人化節目 |
| 空中巴士A330-300 | 33G  | Thales AVANT 商務艙配置15.4寸液晶觸控式屏幕，經濟艙則配置10.1寸液晶觸控式屏幕                                                             |
| 空中巴士A321-200 | 321  | 純經濟艙配置，乘客須自備個人娛樂系統 |
| 空中巴士A321-200 | 32U  | 純經濟艙配置，乘客須自備個人娛樂系統 |
| 空中巴士A320-200 | 32H  | Panasonic eX2 商務艙配置個人15.4寸液晶觸控式屏幕，客艙頂部設有共用屏幕，經濟艙乘客須透過個人裝置連接「客艙無線娛樂系統」觀看個人化節目    |
| 空中巴士A320-200 | 32S  | 經濟艙頂部設有共用屏幕，乘客須透過個人裝置連接「客艙無線娛樂系統」觀看個人化節目                                                          |
| 空中巴士A320-200 | 32T  | Panasonic eX2 經濟艙配置9寸液晶觸控式屏幕                                                                                                 |
| 空中巴士A320-200 | 32Y  | 純經濟艙配置，乘客須自備個人娛樂系統 |
| 空中巴士A320-200 | 32K  | 商務艙配置液晶觸控式屏幕，客艙頂部設有共用屏幕，乘客須自備個人娛樂系統                                                                    |

### 機上雜誌
《優遊》為香港航空的機上雜誌，雜誌內容以中文、英文撰寫，展示香港航空的動態和發展的目標網絡。

### 航班餐飲
機上提供熱食餐飲服務，普遍均為港式食物，如包類、飯餐等；食物種類視乎航線長短而釐定。
香港航空於2018年首度推出預選餐點服務，商務艙旅客可於航班起飛前預先於網上系統閱覽餐單及選擇心儀菜式，並於航班上享用。
香港航空曾因應2019冠状病毒病疫情曾暫時性停止提供餐飲服務，商務艙旅客獲發瓶裝礦泉水，經濟艙旅客則獲提供杯裝礦泉水，因應航班復常航班餐飲服務已於2022年2月起恢復。
目前，香港航空因縮減業務規模，航班上之經濟艙餐飲以熱包、包裝蛋糕、小食（紅眼航班）、樽裝水以及飲品為主，有需要的旅客可在網上預訂膳食。目前提供正餐服務之特定航線包括北京首都、上海虹橋、東京成田、大阪關西、札幌新千歲、福岡、登巴薩、馬累、悉尼、黃金海岸、溫哥華等等。

### 機上購物
搭乘香港航空的旅客可參閱客艙的免稅商品雜誌SkyShop選購商品，或於起飛前三天或以上於SkyShop網站預訂，上機當天領取商品，商品包括化妝品、香水、名錶及美酒。金鵬俱樂部會員可享95折優惠。

### 飛行常客計劃

#### 金鵬俱樂部
香港航空以金鵬俱樂部（Fortune Wings Club）為其飛行常客獎勵計劃。會員乘坐香港航空及其他參與計劃的夥伴航空公司時，可透過日常消費，包括酒店住宿、品嘗美食、購物、使用信用卡簽帳等賺取里數，兌換免費機票、客位升級以及各種生活獎勵禮品。目前金鵬俱樂部的會員數目已經超越1,500萬。
金鵬俱樂部設有五個會員等級，分別為白金、金、銀、飛行、普通會員。以粗體顯示的項目代表該會籍等級新增的待遇。  
| 級別     | 待遇及優惠 | 保持等級標準（連續12個月內）    |
| -------- | --- | ------------------------------- |
| 白金卡   | 訂位待遇： - 24小時會員服務專線，並可獲優先接聽權。 - 獲額外50%的獎勵里程 - 國內航班免費提升至頭等客艙（不包括香港航空） - 優先訂票與候補機位 - 免費升等至加長空間座位（包括國內及國際航班，香港航空則適用於所有航線） - 海南航空國內航班退票及更改機票費用豁免 - 優先取消機票及更改機票費用豁免 - 國內航班優先保留經濟艙正價座位，可保留至起飛前24小時（不包括香港航空） - 獲額外30公斤（重量制）或1件（件數制）免費行李限額 機場禮遇： - 於頭等艙櫃台或會員專用櫃台辦理登記手續，可同時攜帶兩名會員 - 優先登機 - 優先行李運送（所有航線） - 頭等艙貴賓室休息（可攜帶兩名同行貴賓） - 於香港國際機場享用｢為您服務｣及｢訪港旅客e道｣專屬待遇（只適用於香港航空） - 於香港國際機場享用｢禮遇通道｣專屬待遇（可攜帶兩名同行貴賓） - 於北京（T2）、海口、西安、太原、烏魯木齊機場享受貴賓迎送服務及快速通關通道（不包括香港航空） - 於中國內地33個指定機場享用專用接駁車來往停機坪及客運大樓待遇（不包括香港航空） 機上禮遇： - 於香港航空航班上購買免稅商品專享95折優惠（只限香港航空） 歡迎禮品： - 免費獲得國內線航班升艙券兩張（不包括香港航空） - 免費獲得國際航班升艙券一張（不包括香港航空） - 附屬銀卡會籍（可提名一位普通或飛行卡會員提升至銀卡級別） 其他禮遇： - 最高可透支使用20,000積分 - 積分可累積至下個會籍年度 - 獲得金鵬俱樂部會員專屬優惠，包括樂園門票、酒店住宿、船票及餐飲優惠，貴賓會員可獲額外專屬折扣 - 定期收取會員及推廣通訊 - 獲得專屬白金卡會籍卡號 - 獲得一本專屬會員手冊 | 100,000定級積分 或 80次有效航段 |
| 金卡     | 訂位禮遇： - 24小時貴賓會員服務專線服務，次於白金卡會員優先接聽 - 享受額外50%的獎勵里程 - 國內航班免費提升至頭等客艙，次於白金卡會員處理，視乎供應情況而定（不包括香港航空） - 優先訂票與候補機位 - 免費安排加長空間座位（只適用於國內航班及不包括香港航空） - 免費取消機票及更改機票費用豁免 - 國內航班盡量優先保證保留經濟艙正價座位，保留至起飛前48小時（不包括香港航空） - 額外30公斤或 1件免費行李限額 機場禮遇： - 於頭等艙櫃台 或 貴賓會員專用櫃台辦理登記手續（可攜帶一名同行貴賓） - 優先登機 - 優先行李運送（所有航線） - 頭等及商務艙貴賓室或貴賓會員休息室休息（可攜帶一名同行貴賓） - 於香港國際機場享用｢為您服務｣及｢訪港旅客e道｣專屬待遇 - 於香港國際機場享用｢禮遇通道｣專屬待遇（可攜帶一名同行貴賓） - 於中國內地4個指定機場享用快速通關通道專用接駁車來往停機坪及客運大樓待遇（不包括香港航空） 機上禮遇： - 於香港航空航班上購買免稅商品專享95折優惠 歡迎禮品： - 免費獲得國內航班升艙券兩張（不包括香港航空） 其他禮遇： - 最高可透支使用10,000積分 - 積分可累積至下個會籍年度 - 享受金鵬俱樂部會員專屬優惠，包括樂園門票、酒店住宿、船票及餐飲優惠，貴賓會員可獲額外專屬折扣 | 50,000定級積分 或 40次有效航段  |
| 銀卡     | 訂位禮遇： - 24小時貴賓會員服務專線服務，次於白金卡及金卡會員優先接聽 - 獲得額外25%的獎勵里程 - 國內航班免費提升至頭等客艙（次於白金卡及金卡會員處理，視乎供應情況而定，並不包括香港航空） - 優先訂票與候補機位 - 免費升等至加長空間座位（只限香港航空航班）（不適用於2020年7月1日起發出之機票。） - 免費取消機票及更改機票費用豁免 - 國內航班可優先保留經濟艙正價座位，保留至起飛前48小時（不包括香港航空） - 額外20公斤或 1件免費行李限額 機場禮遇： - 於頭等及商務艙櫃台或會員專用櫃台辦理登機手續 - 優先登機 - 優先行李運送（所有航線） - 商務艙貴賓室或貴賓會員休息室休息（2020年1月1日起，只於乘坐由香港出發的航班及乘坐海南航空及大新華航空的國內航班時提供，而位於香港以外各國際航點的貴賓室服務則不適用，香港國際機場貴賓室服務於2025年1月1日起恢復。） - 於香港國際機場享用｢為您服務｣及｢訪港旅客e道｣專屬待遇（只限香港航空） - 於中國內地4個指定機場享用快速通關通道（不包括香港航空） 機上禮遇： - 於香港航空航班上購買免稅商品專享95折優惠 歡迎禮品： - 國內航班升艙券一張（不包括香港航空） 其他禮遇： - 積分可累積至下個會籍年度 - 享受金鵬俱樂部會員專屬優惠，包括樂園門票、酒店住宿、船票及餐飲優惠，貴賓會員可獲額外專屬折扣 | 30,000定級積分 或 20次有效航段  |
| 飛行卡   | 訂位禮遇： - 會員服務專線服務 - 免費取消機票及變更手續費折扣 機場禮遇： - 以五折積分換領貴賓室待遇 機上禮遇： - 於香港航空航班上購買免稅商品滿HK$1,000專享95折優惠 歡迎禮品： - 1個定級航段及1,500 定級積分 其他禮遇： - 享受金鵬俱樂部會員專屬優惠，包括樂園門票、酒店住宿、船票及餐飲優惠 - 專屬會員手冊 | 5,000定級積分 或 4次有效航段    |
| 普通會員 | 訂位禮遇： - 會員服務專線服務 機上禮遇： - 於香港航空航班上購買免稅商品滿HK$1,000專享95折優惠 其他禮遇： - 享受金鵬俱樂部會員專屬優惠，包括樂園門票、酒店住宿、船票及餐飲優惠 - 專屬會員手冊(需要完成2個航段(1次來回或2次單程)，或者累積到3,000里數) | 永久                            |

#### 紫荊會（已取消）
香港航空在2010-2012年期間曾推出其獨立會員計劃紫荊會（Bauhinia Miles，其後改稱為Buddy Club），成功於網站註冊成為紫荊會會員並於香港航空官網訂購機票，除可累積該航班相應的金鵬俱樂部積分外，更可同時累積紫荊會eCredit，供會員於下次訂購機票時使用。此外紫荊會會員亦可透過推薦新會員而獲得額外紫荊會eCredit。紫荊會會員亦會不時獲得專屬優惠代碼於購買機票時獲得額外折扣。
因應業務調整，於2015年5月18日起香港航空已取消紫荊會eCredit兌換服務。原註冊電子郵箱仍將予以保留，用戶可繼續使用郵箱登錄香港航空網站或手機應用程式進行訂單查詢。

## 風評
香港航空由2011年起先後獲得航空評審機構Skytrax頒發「全球最傑出進步航空公司」及「四星級航空公司」，2015年獲得WTA 世界旅遊大獎的亞洲最佳機艙服務獎項，亦是香港唯一一間獲得國際航空運輸協會卓越旅遊金獎（Fast Travel Gold Certificate）的航空公司。

### Skytrax評估
| 年度 | 獎項                     | 排名   |
| ---- | ------------------------ | ------ |
| 2011 | 四星級航空公司           | 不適用 |
| 2011 | 全球最佳航空公司         | 第54名 |
| 2012 | 四星級航空公司           | 不適用 |
| 2012 | 全球最佳航空公司         | 第45名 |
| 2013 | 四星級航空公司           | 不適用 |
| 2013 | 全球最佳航空公司         | 第41名 |
| 2014 | 四星級航空公司           | 不適用 |
| 2014 | 全球最傑出進步航空公司   | 不適用 |
| 2014 | 全球最佳航空公司         | 第29名 |
| 2015 | 四星級航空公司           | 不適用 |
| 2015 | 全球最佳航空公司         | 第30名 |
| 2016 | 四星級航空公司           | 不適用 |
| 2016 | 全球最佳航空公司         | 第29名 |
| 2016 | 全球最佳區域性航空公司   | 第3名  |
| 2017 | 四星級航空公司           | 不適用 |
| 2017 | 全球最佳航空公司         | 第24名 |
| 2017 | 全球最佳區域性航空公司   | 第2名  |
| 2018 | 四星級航空公司           | 不適用 |
| 2018 | 全球最佳航空公司         | 第20名 |
| 2019 | 四星級航空公司           | 不適用 |
| 2019 | 全球最佳航空公司         | 第24名 |
| 2020 | 四星級航空公司           | 不適用 |
| 2021 | 四星級航空公司           | 不適用 |
| 2021 | 全球最佳航空公司         | 第63名 |
| 2022 | 四星級航空公司           | 不適用 |
| 2022 | 全球最佳航空公司         | 第69名 |
| 2023 | 四星級航空公司           | 不適用 |
| 2023 | 全球最佳航空公司         | 第75名 |
| 2024 | 四星級航空公司           | 不適用 |
| 2024 | 全球最佳航空公司         | 第61名 |
| 2024 | 全球最佳區域性航空公司   | 第10名 |
| 2024 | 亞洲最佳區域性航空公司   | 第2名  |
| 2024 | 全球最佳客艙清潔航空公司 | 第11名 |
| 2025 | 四星級航空公司           | 不適用 |
| 2025 | 全球最佳航空公司         | 第56名 |
| 2025 | 全球最佳區域性航空公司   | 第8名  |
| 2025 | 亞洲最佳區域性航空公司   | 第2名  |
| 2025 | 全球最佳客艙清潔航空公司 | 第13名 |

### 其他獎項
| 機構                         | 獎項                                                   |
| ---------------------------- | ------------------------------------------------------ |
| 《南華早報》香港企業品牌大獎 | 「最佳香港專業服務品牌」                               |
| 香港社會服務聯會             | 商界展關懷                                             |
| 《東週刊》                   | 傑出企業策略大獎                                       |
| 亞太顧客服務協會有限公司     | 亞太傑出顧客關係服務獎                                 |
| 亞洲品牌協會                 | 亞洲品牌100強                                          |
| 《資本壹週》                 | 服務大獎                                               |
| 《資本才俊》                 | 服務大獎                                               |
| ERB人才企業嘉許計劃          | 「人才企業」                                           |
| Yahoo!                       | 感情品牌大獎：航空公司界別                             |
| 香港商業專業評審中心         | 卓越商業大獎                                           |
| OAG《2018年准點率綜合報告》  | 亞太區最準時及全球第二準時的航空公司，其准點率達88.83% |

## 事故及爭議

### 2013年7月機師考核水平爭議
2013年7月，一名從國泰航空離職及被香港航空解僱的飛行考官向南華早報指香港航空機師每六個月需通過飛行模擬測試才能繼續駕駛客機，但該飛行考官則表示其主管曾要求他放寬考核要求，令不達標的機師能通過考試。該名飛行考官拒絕跟從航空公司的指引，及後因行政失誤為由被香港航空解雇。民航處發言人證實該名《南華早報》報道中的港航前機師曾前後兩次投訴港航，唯民航處收到該兩次投訴後翌日即對港航的飛行訓練進行調查，結果顯示沒有出現投訴人所指的情況，亦已將調查結果告知投訴人。唯該名前機師於翌月又再次向民航處投訴港航，民航處要求投訴人提供相關證據供民航處調查，但民航處之後未收到任何文件，而即使為口頭投訴或缺乏實質證據，民航處隨後仍進行徹底調查，但未能找到客觀證據確立投訴人指控。針對《南華早報》報道，香港航空正對該篇港航前機師質疑港航的文章徵詢法律意見，不排除就該篇報道可能對港航造成不公平採取法律行動。

### 飛行安全相關
2008年9月13日，香港航空一架前往韓國清州的客機企圖利用滑行道而非跑道起飛，但被香港機場的航空管制員及時發現，指示客機的機組人員終止起飛程序。事件未有造成傷亡，而有關客機在20分鐘後獲安排重新在跑道起飛。滑行道是用作飛機來往跑道和客運大樓的通道，滑行道和跑道是使用不同顏色的燈光標示。由於滑行道較短及較窄，路面能承受的重量也不及跑道，所以並不可用作飛機升降。香港民航處調查後，指出涉及事件的香港航空機組人員，缺乏視察跑道環境的意識，民航處要求香港航空加強機師的培訓工作。
2013年11月，香港民航處回應傳媒問題時證實香港航空在2013年8月和9月兩個月內，發生七次未有依照航空管制員指令的事件。其中一次發生在2013年8月8日，一架香港航空的客機未有依照航空管制員的指令，沒有把客機停在指定的停機線，並進入跑道範圍。另外四次涉及香港航空的機組人員偏離航空管制員的指令。民航處要求香港航空對多次未有遵循指令的事件，作出解釋並提交改善方案。唯民航處及港航同時表示，相關事件因受到天氣、航班呼號近似等因素造成，所有事件全部及時發現和糾正，沒有對飛行安全構成威脅。
2014年12月，香港航空一架載有266名乘客，飛往日本札幌的空中巴士A330客機，於飛行途中發現駕駛艙擋風玻璃有裂痕，需要折返香港國際機場。
2017年9月，網上流傳香港航空一名機艙高級乘務長因其早前在一航班服役時，以安全考慮向機長要求將一名懷疑醉酒的乘客逐出機艙，期間即使該乘務長接聽了公司要求不拒載該乘客的電話，仍堅持其拒載的決定，最後該乘客被逐出飛機。及後有指該乘客為與海航集團高層人士有聯繫的朋友，乘務長於航班服役後被召回總部接受會面及表現評核，而且最終因被評工作表現欠佳而被解僱。事件曝光後引起公眾迴響，有指涉事員工是因其逐客事件而被解僱，而並非其工作表現欠佳的解僱理由。及後公司考慮過他的意向及態度，以及進行詳盡內部討論後，決定延長該名乘務長的改進訓練期，而涉事員工已同意這個安排並即時重返崗位。公司電郵末段又指，歡迎員工向公司提出改善建議及反映意見，希望大家共同努力建立更好未來。
2017年12月24日，香港國際機場一班編號HX709的離港香港航空客機，在南跑道剛開始起飛滑行時，因有另一架航班編號CX071國泰航空公司抵港貨機，正橫越同一條跑道的末端，因而需要中止起飛。
2019年9月29日，香港航空一班由香港國際機場飛往印尼峇里島的空中巴士A330客機（B-LHA），航班於中午約12時05分起飛後，疑因液壓系統故障而須緊急折返香港，航機於中午12時57分着陸在南跑道時後輪冒出大量白煙，幸好沒有乘客受傷，南跑道亦因事故封閉至14時40分才重新開放，上述航班的所有乘客改乘下午3時30分（實際延誤1小時30分，至17時）的航班重新前往峇里。調查結果顯示綠色液壓系統地面服務導管中其中一個手動活門的四個連接螺釘因金屬疲勞而失效，導致該活門完全分離並刺破藍色液壓系統的回流管，釀成事故。
2024年3月31日，港航一部由泰國曼谷素萬那普機場返港的空中巴士A330-343客機（B-LHG），於泰國時間凌晨2時04分起飛後，飛機疑因機件故障，按程序折返。據報，檢修人員於飛機折返曼谷後，發現起落架未能正常收回，其中一組前起落架組件更不停漏出螢光劑。最後，有關客機於曼谷維修兩天後，遂載客飛回香港。
2025年3月20日，港航一部由杭州蕭山機場返港的空中巴士A320客機（B-LPC，航班号HX115）疑似因客艙行李架內的充電寶起火，需緊急降落至福州機場，事故中無人受傷。根据法国航空事故调查局公布的调查文件显示，系一旅客携带的罗马仕充电宝热失控而起火，而该品牌的充电宝此前已发生多起起火爆炸事件。
2025年7月25日，一部抵達台北桃園機場的空中巴士A320客機（B-LPL，航班號HX252），於滑行道險撞上母公司海南航空由北京同樣抵台的波音737客機（B-5662，航班號HU7987），港航的客機需要待拖車推離滑行道，才脫離尷尬局面，事件中無人受傷。事後港航及桃園機場的講法不一，但港航稱機師一直依照控制塔台的指引操作，事件仍有待調查。

### 各項服務爭議
由於香港航空服務多個中國內地航點，受到內地空域流量影響，部分航班會有所延誤，曾經有香港旅行團因航空公司未能安排機位返港，引起旅客鼓噪，有關旅行社及香港航空事後賠償部份團費及旅客損失，事件才得以平息。
2012年7月28日，颱風韋森特吹襲後數天，香港航空被部分報章指地勤人員集體請假，令大批旅客滯留機場。而及後包括航空公司及其地勤職員等相關人員，均已為該疑似罷工事件澄清。
2013年9月25日，美國知名古典吉他手雷內（Rene），獲邀到台灣跟亞洲巡迴表演，從香港搭香港航空飛台灣時，價值台幣40萬的名貴結他被要求託運，但提領行李後卻發現琴頭斷了，雷內認為航空公司沒有善待他的樂器，而同一家航空公司從曼谷飛香港，都能隨身攜帶結他，飛台灣時卻不行，吉他還因此損毀，因而要討回公道。
2014年1月，香港航空要求空中服務員代替清潔工，要求空中服務員在旅客登機前，便要在所有座位上放好毛氈，取代原先應由清潔工負責的工序。
2014年1月，香港航空取消近九成航線上的機内廣東話廣播，只用普通話及英語；疑因前線員工群起反對，在實施不到一天後，即取消新規定。
2014年6月，香港航空從香港飛往上海HX234航班乘客，因飛機延遲起飛，與機上航空公司人員發生爭拗，因無法就賠償達成共識，通宵“佔領”客機，令客機滯留香港國際機場逾18個小時。事后有自称是港航乘务在社交网站上发起“7月1日罢讲普通话”活动，希望在“不影响服务品质的前提下表达不满”。
2015年4月，香港航空一架由香港飛往沖繩的航班上一名女乘客被餐飲熱茶燙傷，導致其大腿二級燒傷，更可能留下疤痕。
2025年2月7日，一內地家庭從印尼峇里島乘坐港航HX706航班回港，於印尼當地起飛前進行安全檢查時，該夫婦拒絕將手提行李置於座位下，辱罵空中服務員及其他不齒指責的乘客是「垃圾人」；事件埋下導火線後，該夫婦於香港落機時又因為不忿其他乘客落機步速緩慢，繼而推撞其他乘客及作狀揮拳，事主感到受威脅，要求港航職員報警求助。而事件亦被其他乘客攝錄影片，再張貼於社交媒體上，網民表示支持港航就事件報警求助，亦要求港航將該夫婦列入黑名單。港航未有就事件回應。

### 客戶私隱處理爭議
2014年12月，私隱專員公署發現港航旅遊的應用程式俠客行因操作系统問題，令用戶個人資料外洩。公署已向相關的公司發出通知，要求改善。。

### 網絡安全爭議
2018年10月，一名網民在網上預辦登機時，意外發現系統漏洞，指出只要修改網址上的字就可以用其他乘客的身份去預辦登機。他遂通報港航，可是沒獲得正面回應，結果就通知傳媒希望公眾得知漏洞。但港航於2018年10月29日接獲傳媒查詢，發現有相關修改紀錄後報警，該網民最終在2019年7月3日於西九龍裁判法院獲不提證供起訴，判自簽1500元，並守行為一年。他散庭後不禁慨嘆「香港社會同大企業唔係解決問題，係解決提出問題嘅人。」，又指事件是「司法滋擾」及「無妄之災」，為他帶來不少精神壓力。

### 財政問題
2018年12月，有關香港航空的傳言不斷出現，除了有傳指港航隨時面臨倒閉危機，又指港航已全面停止開班培訓飛行員、被Shell停止供油等等。有港航員工表示，2018年11月公司曾經突然出現遲發工資的情況，但只是遲了一天，因而當時未有深究。旅遊保險龍頭藍十字稱因應香港航空營運情況，將於2019年1月7日起，把港航從新保單的「航空公司倒閉」賠償項目中剔除。另有報道指，中國國家開發銀行願意為香港航空（港航）於1月20日到期的債券提供5.5億美元（約43億港元）債務融資，助港航度過財政危機。

#### 遭入稟追討欠款
協興於2017年取得香港航空飛行培訓中心工程合約，項目2019年竣工，但港航沒有按2018年11月29日簽訂之補充協議向協興支付逾2.1億港元的款項，協興因而入稟高等法院，追討欠款連利息。

### 社交媒體送筆活動
於2020年1月8日，藝人莊思明因乘搭國泰航空航班期間未能借筆在社交媒體表示不滿，又公開該航班的所有機艙服務員資料，被網民批評公審及洩露他人私隱。香港航空在社交媒體揶揄事件，舉行送筆活動，並溫馨提示乘客坐飛機時，要帶筆填寫入境紙，活動得到廣大香港網民歡心，並紛紛大讚「靚抽」。
香港航空的做法，引來莊思明的男友楊明，以及另一撐警藝人朱庭萱狙擊。1月12日，楊明在微博發文，認為航空公司應該以服務顧客和乘客安全為最基本的宗旨，但未有回應莊思明洩漏機組人員名單的爭議和私隱專員公署的回應。另一撐警藝人朱庭萱則指責香港航空以『黃絲角度揶揄撐警藝人』，『跟支持祖國的人作對』，又祝香港航空早日結業。

## 外部連結
- 香港航空網站（页面存档备份，存于）
- 香港航空新聞發報（页面存档备份，存于）
- 香港航空的Facebook專頁
- 香港航空的Instagram帳戶
- 香港航空的X（前Twitter）
- YouTube上的香港航空頻道
- 香港航空的新浪微博
- 香港航空的LinkedIn帳戶（页面存档备份，存于）